# 佐倉綾音
佐倉 綾音（さくら あやね、1994年1月29日 - ）は、日本の女性声優。東京都渋谷区恵比寿出身。青二プロダクション所属。

## 来歴
中学生の時に劇団東俳に所属。中学3年時に日本ナレーション演技研究所に入り、その年の終わりに所属オーディションに合格。2009年4月1日よりアイムエンタープライズに所属。声優になるきっかけは、小さいころから身体が弱く、「総合的に体力をつけられる習い事をしよう」と思い、習い事を多くしていた。その過程で総合的な体力作りができるとの考えから劇団入りしたことであるという。そのころ、劇団に所属している際にボイストレーニングの授業の講師より「声の仕事をした方がいい」とアドバイスを受け、興味を持ったことからだったという。
初出演作は『超劇場版ケロロ軍曹 誕生!究極ケロロ 奇跡の時空島であります!!』、テレビアニメ初出演作は『オオカミさんと七人の仲間たち』。初主演は『夢喰いメリー』のメリー・ナイトメア役。
『ラジオどっとあい』第45代目パーソナリティを務めた。
2018年3月3日、第12回声優アワード助演女優賞・パーソナリティ賞受賞。
2022年1月31日、アイムエンタープライズを退所。翌2月1日より青二プロダクションに所属。

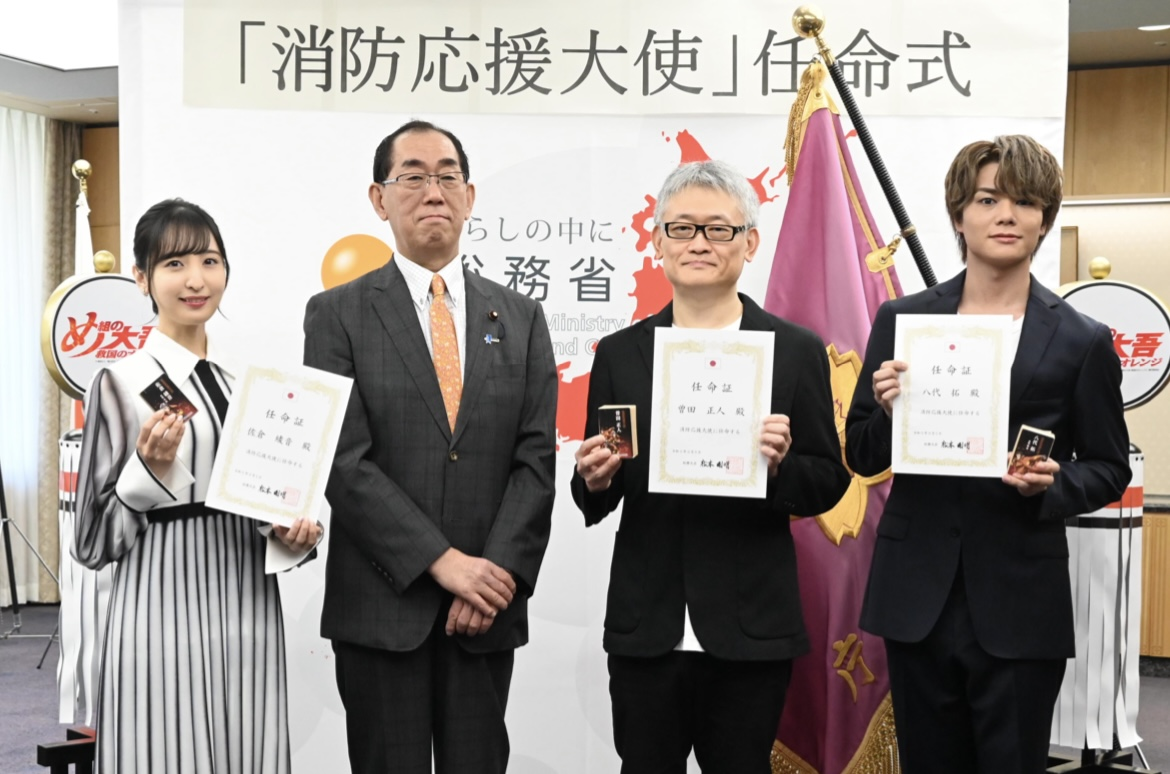
「消防応援大使」任命式での記念撮影（左から佐倉、松本剛明総務大臣、漫画家の曽田正人、声優の八代拓）

2023年9月5日、総務省消防庁が創設した「消防応援大使」に、テレビアニメ『め組の大吾 救国のオレンジ』の原作者・曽田正人、十朱大吾役の榎木淳弥、斧田駿役の八代拓とともに任命された。

## 人物
自身の性格として「基本的に理屈っぽい」性格であると述べている。また座右の銘として「親に自慢できる人間になる」を挙げている。本人曰く子どものころは一人称がボクという「ボクっ娘」であったとのこと。
小中学生時代に不登校を経験した。その時代にラジオ放送と出会い、「ここを切り抜けた先で人とは違うものを手に入れて誇れる自分になる」という気概を持ち続けていた。
趣味はラジオを聴くこと、絵を描くこと、服を着ること。特技はパソコンいじり、歯笛。また『ラジオどっとあい』『佐倉綾音 Ayane*LDK』では自身のおすすめの本を紹介するコーナーを担当していた。この他、乃木坂46のファンを公言しており、写真集とライブブルーレイは全て持っているという。
絵については『ラジオどっとあい』のブログにて、番組のコーナーで紹介した本をイメージした書店POP風の自筆イラストにして掲載したほか『夢喰いメリー』のBD同梱ブックレット『佐倉画伯、今月の一枚』では、自身が演じたメリーなどの自筆イラストを掲載した。その他『もじゃ先輩とさくら君』WebサイトならびにDJCDジャケットのイラストを描いたほか、雑誌『声優グランプリ』にてイラスト連載を持っていたこともある。
パソコンについては、Microsoft Officeの資格「MOS」のWord、Excel、PowerPoint、Access、P検2級、ITパスポートを取得したほか、イラストもパソコンで描いている。
本人曰く、休みの日は「（自分が出演した作品の録画視聴を含めて）基本的に一日中テレビを見て過ごす」とのことである。また「人が集まるところには自分からわざわざ出向かない」とも述べている。
いわゆる百合マニアである。
2013年の目標は「青春」。2014年の目標は「青春ゾンビ卒業。」。
お笑い芸人・YouTuberのフワちゃんとは同じ学校の同級生。これは2020年7月15日放送のテレビ朝日『あいつ今何してる?』で明らかになったもので、クラスも部活も別だったため直接の絡みはなく、佐倉は同級生であることを知らずにフワちゃんのYouTubeやTwitterを見ていたが、マネージャーから連絡を受けて初めて同級生だったことに気づいたという。
女優の浜辺美波と親友であり、互いに「みーちゃん」（浜辺美波）、「あーちゃん」（佐倉綾音）と呼び合っている。
一人っ子である。
小学校高学年から中学校時代にかけて不登校を経験しており、この間にラジオと出会っている。

## 出演
太字はメインキャラクター。

### テレビアニメ
2010年
- オオカミさんと七人の仲間たち（二葉）

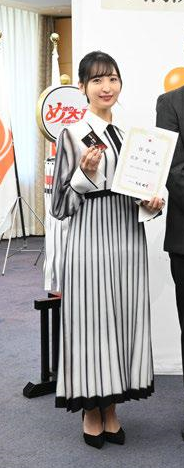
2023年9月5日「め組の大吾 救国のオレンジ」による「消防応援大使」任命時

- 俺の妹がこんなに可愛いわけがない（2010年 - 2013年、メイド〈星野きらら〉、電撃妹〈天上ミコト〉、櫻井秋美） - 2シリーズ

2011年
- 魔法少女まどか☆マギカ（女子、女子生徒）
- 夢喰いメリー（メリー・ナイトメア）
- 放浪息子（長澤、井沢、女子生徒A）
- SKET DANCE（女子高生、リアリティ☆マジ）
- あの日見た花の名前を僕達はまだ知らない。（店員）
- セイクリッドセブン（アヤネ）
- ロウきゅーぶ!（2011年 - 2013年、久井奈聖） - 2シリーズ
- 僕は友達が少ない（2011年 - 2013年、ソラ、女子生徒、女子生徒A） - 2シリーズ
- ジュエルペット サンシャイン（ナッチ）
- ベン・トー（女生徒A）

2012年
- パパのいうことを聞きなさい!（ルナノアール、園児、生徒）
- 機動戦士ガンダムAGE（レミ・ルース）
- プリティーリズム・ディアマイフューチャー（2012年 - 2013年、大瑠璃あやみ、ヤミー）
- この中に1人、妹がいる!（神凪雅）
- じょしらく（蕪羅亭魔梨威）
- ココロコネクト（桐山杏）
- TARI TARI（井瀬奈央）
- カンピオーネ! 〜まつろわぬ神々と神殺しの魔王〜（女生徒A）
- 超訳百人一首 うた恋い。（中宮彰子）
- PSYCHO-PASS サイコパス（2012年 - 2019年、霜月美佳） - 3シリーズ
- さくら荘のペットな彼女（研究生B）
- バクマン。3（佐伯）
- トータル・イクリプス（ジゼル・アジャーニ）

2013年
- ビビッドレッド・オペレーション（一色あかね）
- バトルスピリッツ ソードアイズ（少年、コノハ、ラガー）
- ラブライブ!（2013年 - 2014年、絢瀬亜里沙） - 2シリーズ
- プリティーリズム・レインボーライブ（2013年 - 2014年、りんね）
- あいうら（簗瀬芽依）
- 恋愛ラボ（榎本結子）
- 幻影ヲ駆ケル太陽（心崎冬菜）
- 君のいる町（御島明日香）
- 有頂天家族（2013年 - 2017年、海星） - 2シリーズ
- のんのんびより（2013年 - 2021年、越谷夏海、プリティーキュット） - 3シリーズ
- 東京レイヴンズ（2013年 - 2014年、大連寺鈴鹿）
- ハイスクールD×D シリーズ（2013年 - 2018年、ギャスパー・ヴラディ） - 3シリーズ
- IS 〈インフィニット・ストラトス〉2（クロエ・クロニクル）

2014年
- 未確認で進行形（鹿島撫子）
- Z/X IGNITION（Type.II）
- selector infected WIXOSS（紅林遊月〈ユヅキ〉） - 2シリーズ
- 星刻の竜騎士（シルヴィア・ロートレアモン）
- ご注文はうさぎですか?（2014年 - 2020年、ココア） - 3シリーズ
- シドニアの騎士（2014年 - 2015年、岐神海蘊、看護師、女性アナウンサー、管制官） - 2シリーズ
- 極黒のブリュンヒルデ（千絵）
- ひめゴト（織田光永、美術部員B）
- 月刊少女野崎くん（あすか）
- 精霊使いの剣舞（ヴェルサリア・イーヴァ・ファーレンガルト）
- テラフォーマーズ（エヴァ・フロスト）
- トリニティセブン（風間レヴィ）
- 四月は君の嘘（2014年 - 2015年、澤部椿）
- ガールフレンド（仮）（熊田一葉）

2015年
- みりたり!（ハルカ少尉）
- 艦隊これくしょん -艦これ-（長門、陸奥、川内、神通、那珂、球磨、多摩、木曾、島風）
- 銃皇無尽のファフニール（ティア・ライトニング）
- 聖剣使いの禁呪詠唱（カティア・エースケヴナ・ホンダ）
- 旦那が何を言っているかわからない件 2スレ目（歳浦明子）
- SHOW BY ROCK!!（2015年 - 2016年、モア） - 3シリーズ
- やはり俺の青春ラブコメはまちがっている。（2015年 - 2020年、一色いろは） - 2シリーズ
- ニセコイ:（小野寺春）
- 電波教師（天上院騎咲） - 2クール目ED作画の担当キャライラストも担当
- アクエリオンロゴス（月銀舞亜）
- Charlotte（友利奈緒）
- それが声優!（サヨちゃん）
- オーバーロード（2015年 - 2018年、ソリュシャン・イプシロン） - 3シリーズ
- バトルスピリッツ 烈火魂（柊宗矩）
- 緋弾のアリアAA（間宮あかり）
- うたわれるもの 偽りの仮面（2015年 - 2016年、ウルゥル、サラァナ）

2016年
- GATE 自衛隊 彼の地にて、斯く戦えり（ジゼル）
- ラグナストライクエンジェルズ（那波ナギサ）
- 少年アシベ GO! GO! ゴマちゃん（2016年 - 2019年、ゆうまくん、スガオのママ、安西先生、マリちゃん） - 4シリーズ
- 僕のヒーローアカデミア（2016年 - 2024年、麗日お茶子、柳レイ子、麗日お茶子〈トガ変身〉） - 6シリーズ
- ふらいんぐうぃっち（ケニー）
- コンクリート・レボルティオ〜超人幻想〜THE LAST SONG（デビロ）
- RS計画 -Rebirth Storage-（志水佳織）
- DAYS（橘小百合）
- バトルスピリッツ ダブルドライブ（キキ・ベーレシア）
- レガリア The Three Sacred Stars（レナ・アステリア）
- この美術部には問題がある!（マジカルリボン）
- アンジュ・ヴィエルジュ（アインス・エクスアウラ）
- orange（上田莉緒）
- ガンダムビルドファイターズトライ アイランド・ウォーズ（少女）
- 魔法少女育成計画（ラ・ピュセル）
- Occultic;Nine -オカルティック・ナイン-（成沢稜歌） - 第3話エンドカードのイラストも担当
- ViVid Strike!（ジル・ストーラ）
- ガーリッシュナンバー（マイマイ）

2017年
- あいまいみー〜Surgical Friends〜（幸恵、めぐみん）
- セイレン（常木耀）
- チェインクロニクル 〜ヘクセイタスの閃〜（フィーナ、アシュリナ）
- あはれ!名作くん（2017年 - 2020年、ツンデレラ、納豆の妖精、神社の巫女、ぶんぶ君、おばあさん、星の王女さま）
- ロクでなし魔術講師と禁忌教典（グレン〈幼少期〉）
- アトム ザ・ビギニング（お茶の水蘭）
- ひなこのーと（花園先生）
- ドラえもん（テレビ朝日版第2期）（2017年 - 2019年、アリ〈2〉、ティティ、女の子、イメージ君、シャレー二世）
- バトルガール ハイスクール（若葉昴）
- 徒然チルドレン（梶亮子）
- ボールルームへようこそ（花岡雫）
- ナナマル サンバツ（苑原千明）
- 時間の支配者（ウェンディ）
- ようこそ実力至上主義の教室へ（2017年 - 2024年、神室真澄） - 2シリーズ
- 十二大戦（庭取）
- 宝石の国（ボルツ）
- キノの旅 -the Beautiful World- the Animated Series（ティー）

2018年
- ラーメン大好き小泉さん（大澤悠）
- 新幹線変形ロボ シンカリオン（2018年 - 2022年、速杉ハヤト） - 2シリーズ
- バジリスク 〜桜花忍法帖〜（現）
- りゅうおうのおしごと!（夜叉神天衣）
- クレヨンしんちゃん（2018年 - 2023年、少年、押尾希世）
- グランクレスト戦記（レイラ）
- 東京喰種トーキョーグール:re（米林才子、瓜江〈少年〉） - 2シリーズ
- ありすorありす（りせ）
- ラストピリオド -終わりなき螺旋の物語-（メルディア）
- Lostorage conflated WIXOSS（紅林遊月〈ユヅキ〉）
- ダーリン・イン・ザ・フランキス（9'σ）
- ゲゲゲの鬼太郎（第6作）（2018年 - 2019年、花子さん）
- 信長の忍び（如春尼）
- ルパン三世 PART5（ドルマ）
- すのはら荘の管理人さん（春原菜々）
- BanG Dream! ガルパ☆ピコ（2018年 - 2022年、美竹蘭） - 3シリーズ
- 寄宿学校のジュリエット（狛井蓮季）
- ラディアン（2018年 - 2020年、リゼロッテ） - 2シリーズ
- からくりサーカス（2018年 - 2019年、ファティマ）
- 叛逆性ミリオンアーサー（2018年 - 2019年、盗賊アーサー） - 2シリーズ

2019年
- BanG Dream!（2019年 - 2023年、美竹蘭） - 3シリーズ + 1作品
- 五等分の花嫁（2019年 - 2024年、中野四葉） - 4シリーズ
- おじゃる丸（太陽）
- 消滅都市（スズナ）
- 世話やきキツネの仙狐さん（高円寺）
- ダイヤのA actII（2019年 - 2020年、吉川春乃）
- この音とまれ!（凰かずさ） - 2シリーズ
- キャロル&チューズデイ（シベール）
- KING OF PRISM -Shiny Seven Stars-（りんね）
- ポチっと発明 ピカちんキット（早田ヨウ）
- BEASTARS（キツネザル）
- アサシンズプライド（ネルヴァ＝マルティーリョ）
- アズールレーン（2019年 - 2020年、プリンツ・オイゲン）

2020年
- ブラッククローバー（2020年 - 2021年、ネロ / セクレ・スワロテイル）
- うちタマ?! 〜うちのタマ知りませんか?〜（花咲エミ）
- ID:INVADED イド:インヴェイデッド（井波七星）
- マギアレコード 魔法少女まどか☆マギカ外伝（2020年 - 2022年、深月フェリシア） - 3シリーズ
- 空挺ドラゴンズ（カーチャ）
- 群れなせ!シートン学園（鏡マナコ）
- 異世界かるてっと2（ソリュシャン）
- かくしごと（筧亜美）
- 新サクラ大戦 the Animation（天宮さくら）
- メジャーセカンド（相楽太鳳）
- もっと!まじめにふまじめ かいけつゾロリ（チャーム）
- Lapis Re:LiGHTs（ユズリハ）
- THE GOD OF HIGH SCHOOL ゴッド・オブ・ハイスクール（パク・スンア）
- 戦乙女の食卓（2020年 - 2021年、八重桜、八重凛） - 2シリーズ
- キラッとプリ☆チャン（りんね）
- ぐらぶるっ!（クラリス）
- 神様になった日（佐藤ひな）
- 魔王城でおやすみ（アラージフ）
- 進撃の巨人（2020年 - 2023年、ガビ・ブラウン） - 4シリーズ

2021年
- SHOW BY ROCK!! STARS!!（モア）
- アズールレーン びそくぜんしんっ!（プリンツ・オイゲン）
- バクテン!!（栗駒あさを）
- シャドーハウス（2021年 - 2022年、ルイーズ / ルウ） - 2シリーズ
- 幼なじみが絶対に負けないラブコメ（可知白草、美鈴）
- 蜘蛛ですが、なにか?（アサカ / 櫛谷麻香）
- ふしぎ駄菓子屋 銭天堂（東条えりか）
- BLUE REFLECTION RAY/澪（斎木有理）
- カノジョも彼女（2021年 - 2023年、佐木咲） - 2シリーズ
- 月が導く異世界道中（2021年 - 2024年、巴 / 蜃） - 2シリーズ
- 出会って5秒でバトル（りりあ）
- 見える子ちゃん（二暮堂ユリア）

2022年
- 賢者の弟子を名乗る賢者（アマラッテ、櫻の女性）
- プリンセスコネクト!Re:Dive Season 2（チエル）
- ビルディバイド -＃FFFFFF-（パルハドーラ）
- 乙女ゲー世界はモブに厳しい世界です（妹 / マリエ・フォウ・ラーファン）
- ヒロインたるもの!〜嫌われヒロインと内緒のお仕事〜（服部樹里）
- このヒーラー、めんどくさい（盗賊）
- 恋は世界征服のあとで（宝条闇奈〈灼熱王女〉）
- うたわれるもの 二人の白皇（ウルゥル・サラァナ）
- Do It Yourself!! -どぅー・いっと・ゆあせるふ-（くれい〈矢差暮礼〉）
- 4人はそれぞれウソをつく（関根）
- アークナイツ（2022年 - 2025年、ニアール） - 2シリーズ
- 聖剣伝説 Legend of Mana -The Teardrop Crystal-（エメロード）
- SPY×FAMILY（2022年 - 2023年、フィオナ・フロスト） - 2シリーズ
- BLEACH 千年血戦篇（2022年 - 2024年、京楽春水〈少年〉） - 2シリーズ

2023年
- スパイ教室（サラ） - 2シリーズ
- 氷属性男子とクールな同僚女子（音無さん）
- アニ×パラ〜あなたのヒーローは誰ですか〜（瀬立モニカ）
- アルスの巨獣
- アイドルマスター シンデレラガールズ U149（ルーキートレーナー、トレーナー、ベテラントレーナー）
- ポケットモンスター（2023年 - 2025年、オリオ、ロイのカイデン、ライ、オニプリン）
- デッドマウント・デスプレイ（胡蝶・エイトポート） - 2シリーズ
- わたしの幸せな結婚（斎森香耶）
- め組の大吾 救国のオレンジ（中村雪）
- MFゴースト（2023年 - 2024年、西園寺恋） - 2シリーズ
- カミエラビ（2023年 - 2024年、ラル） - 2シリーズ
- 16bitセンセーション ANOTHER LAYER（松原）
- セイバーとバーサーカーの日本列島くいだおれの旅（バーサーカー）

2024年
- 道産子ギャルはなまらめんこい（冬木美波）
- 愚かな天使は悪魔と踊る（天音リリー）
- ブルーアーカイブ The Animation（銀鏡イオリ）
- 【推しの子】（鮫島アビ子）
- VTuberなんだが配信切り忘れたら伝説になってた（心音淡雪、美竹蘭）
- グレンダイザーU（ナイーダ・バロン）
- ダンダダン（2024年 - 2025年、アイラ〈白鳥愛羅〉） - 2シリーズ
- らんま1/2 (2024)（九能小太刀）

2025年
- 天久鷹央の推理カルテ（天久鷹央）
- グリザイア:ファントムトリガー（獅子ヶ谷桐花）
- FARMAGIA（アルシェ）
- SAKAMOTO DAYS（陸少糖〈ルー〉） - 2シリーズ
- ＃コンパス2.0 戦闘摂理解析システム（メグメグ）
- LAZARUS ラザロ（イザベラ）
- TO BE HERO X（ロリ）
- 神椿市建設中。（らぷらす）
- ばっどがーる（西川まりも）
- SI-VIS: The Sound of Heroes（セイレーン）
- グノーシア（コメット）

2026年
- リィンカーネーションの花弁（ジョン・V・ノイマン）

### 劇場アニメ
2010年
- 超劇場版ケロロ軍曹 誕生!究極ケロロ 奇跡の時空島であります!!

2011年
- 蛍火の杜へ（竹川蛍）

2012年
- 劇場版 魔法少女まどか☆マギカ 前編 / 後編（女子） - 前後編
- ねらわれた学園（新生徒会女子）

2013年
- 劇場版 とある魔術の禁書目録 -エンデュミオンの奇蹟-（レディリー＝タングルロード）
- チョコタン!（ナオ）

2014年
- 劇場版 プリティーリズム・オールスターセレクション プリズムショー☆ベストテン（りんね、大瑠璃あやみ）

2015年
- 劇場版 PSYCHO-PASS サイコパス（霜月美佳）
- 劇場版 シドニアの騎士（岐神海蘊、看護師、女性アナウンサー、管制官）
- 劇場版プリパラ み〜んなあつまれ!プリズム☆ツアーズ（りんね、大瑠璃あやみ）
- ラブライブ!The School Idol Movie（絢瀬亜里沙）
- ポケモン・ザ・ムービーXY 光輪の超魔神 フーパ（メアリ〈幼少〉）

2016年
- ガラスの花と壊す世界（ドロシー）
- 劇場版selector destructed WIXOSS（紅林遊月）
- 劇場版 艦これ（長門、陸奥、川内、神通、那珂、島風）

2017年
- 青鬼 THE ANIMATION（皆月花梨）
- 劇場版 トリニティセブンシリーズ（2017年 - 2019年、風間レヴィ） - 2作品
- BLAME!（シズ）
- KING OF PRISMシリーズ（2017年 - 2024年、りんね） - 3作品

2018年
- 劇場版 プリパラ&キラッとプリ☆チャン 〜きらきらメモリアルライブ〜（りんね、大瑠璃あやみ）
- 僕のヒーローアカデミア THE MOVIEシリーズ（2018年 - 2019年、麗日お茶子） - 2作品
- 映画 ドライブヘッド〜トミカハイパーレスキュー 機動救急警察〜（2018年、速杉ハヤト）
- 劇場版 のんのんびより ばけーしょん（越谷夏海）

2019年
- PSYCHO-PASS サイコパス Sinners of the System（霜月美佳） - 2作品
- プロメア（アイナ・アルデビット）
- 薄暮（ひぃちゃん）
- BanG Dream! FILM LIVE / 2nd Stage（2019年 - 2021年、美竹蘭） - 2作品
- ミュウツーの逆襲 EVOLUTION（スイート）
- 天気の子（アヤネ）
- 劇場版 新幹線変形ロボ シンカリオン 未来からきた神速のALFA-X（速杉ハヤト）

2020年
- 劇場版 SHIROBAKO（宮井楓、オーディション声優C ）
- PSYCHO-PASS サイコパス 3 FIRST INSPECTOR（霜月美佳）
- 思い、思われ、ふり、ふられ（岡崎）

2021年
- シドニアの騎士 あいつむぐほし（岐神海蘊）
- 劇場版 BanG Dream! Episode of Roselia II：Song I am.（美竹蘭）
- 劇場編集版 かくしごと -ひめごとはなんですか-（筧亜美）

2022年
- 劇場版 BanG Dream! ぽっぴん'どりーむ!（美竹蘭）
- DEEMO サクラノオト -あなたの奏でた音が、今も響く-（ロザリア）
- 映画 五等分の花嫁（中野四葉）
- 映画 バクテン!!（栗駒あさを）

2023年
- らくだい魔女 フウカと闇の魔女（リリカ）
- 劇場版 PSYCHO-PASS サイコパス PROVIDENCE（霜月美佳）
- 劇場版 美少女戦士セーラームーンCosmos（セーラースターヒーラー / 夜天光） - 前後編
- ブラッククローバー 魔法帝の剣（セクレ・スワロテイル）
- 劇場版 SPY×FAMILY CODE: White（フィオナ・フロスト）

2024年
- 機動戦士ガンダムSEED FREEDOM（トーヤ・マシマ）
- クラメルカガリ（カガリ）

2025年
- 遠井さんは青春したい！『バカとスマホとロマンスと』（姫野ゆり）
- 映画 キミとアイドルプリキュア♪ お待たせ!キミに届けるキラッキライブ!（アマス）

時期未発表
- KILLTUBE（玲央 / レオナルド）

### OVA
2011年
- チョコタン!（なおちゃん）

2012年
- 流れ星レンズ（女の子1）
- 乃木坂春香の秘密 ふぃな〜れ♪（平城山芳香）

2013年
- OVAの中に1人、妹がいる!（神凪雅）
- じょしらく（蕪羅亭魔梨威） - 原作第5巻OAD付き特装版

2014年
- IS 〈インフィニット・ストラトス〉2 ワールド・パージ編（クロエ・クロニクル）
- 君のいる町〜ウチがきた町〜（桐島青大〈子供時代〉）
- チェインクロニクル 〜ショートアニメ〜（フィーナ、トウカ）
- のんのんびより（2014年 - 2022年、越谷夏海） - コミックス第7・10巻・のんのんびよりりめんばーOAD付き特装版

2015年
- おでまし小魔神フーパ（メアリ）
- トリニティセブン（風間レヴィ） - 原作第11巻BD付き限定版
- ニセコイ（2015年 - 2016年、小野寺春、マジカルショコラティエ 春） - コミックス第17・21巻DVD付き同梱版
- 四月は君の嘘（澤部椿） - コミック第11巻DVD付き限定版
- ハイスクールD×D NEW（ギャスパー・ヴラディ） - DX.1 BD付き限定版

2016年
- オーバーロード（ソリュシャン・イプシロン） - 単行本第11巻BD付き特装版

2017年
- ViVid Strike!（ジル・ストーラ） - BD/DVD第3・4巻
- あはれ!名作くん（名作を読みにくるおばさん）
- ご注文はうさぎですか??シリーズ（2017年 - 2019年、ココア） - 2作品
- ガールズ&パンツァー 最終章（2017年 - 2023年、お銀）

2018年
- あさがおと加瀬さん。（加瀬友香）

2019年
- グリザイア:ファントムトリガー THE ANIMATION（2019年 - 2020年、トーカ） - 2シリーズ
- フラグタイム

2021年
- Fate/Grand Carnival（女王メイヴ）

### Webアニメ
2012年
- アパッチ キャメル 解説アニメ（繋愛）（日本アパッチキャメルユーザー会・オープンソースチャンネル）

2013年
- SHOW BY ROCK!!（モア）
- もうひとつの未来を。（水絵ゆう）
- Project 758（白鳥しおり）

2014年
- 神羅万象〜天地神明の章〜（アルカナ）
- 美少女戦士セーラームーンCrystal（みい）
- Bonjour♪恋味パティスリー（望月蘭）

2015年
- 弱酸性ミリオンアーサー（2015年 - 2018年、 盗賊アーサー、ポックル、子供A） - 5シリーズ
- ぷれぷれぷれあです（ソリュシャン・イプシロン）

2018年
- ソードガイ The Animation（緑子）

2019年
- ポケモンマスターズ トレーナー大集結スペシャルアニメーション（カスミ）
- 無限の住人-IMMORTAL-（2019年 - 2020年、浅野凜）
- Levius -レビウス-（ナタリア・ガーネット）

2020年
- バトルスピリッツ 赫盟のガレット / ミラージュ（2020年 - 2022年、ライム） - 2作品
- ぶらどらぶ（2020年 - 2021年、絆播貢）

2021年
- Pokémon Evolutions（ヒガナ）

2022年
- 人形学園（妖刀、八重桜）
- ULTRAMAN（ワドラン星人マーヤ）
- ブルーアーカイブ 1.5周年記念ショートアニメーション（銀鏡イオリ）
- きよねこっ（2022年 - 2023年、女子高生A、サオリ、スタッフA、旦那と趣味が合わない女性客、野良猫A）

2023年
- トニカクカワイイ 女子高編（月光輝夜）
- Fate/Grand Order 藤丸立香はわからない（2023年 - 2024年、望月千代女、女王メイヴ、宮本武蔵）

2025年
- 恋するワンピース（小山菜美〈ナミ〉、中津川嘘風〈赤ちゃん〉）

### ゲーム
2011年
- アイドルをつくろう（宗谷さき）
- えんぶれっ! - EMBLEM SAGA -（サガン）
- スティールクロニクル（エレナ・ザハロフ）
- ロウきゅーぶ!（久井奈聖）

2012年
- UNDER NIGHT IN-BIRTH（2012年 - 2024年、リンネ） - 5作品
- 俺の妹がこんなに可愛いわけがない ポータブルが続くわけがない（星野きらら）
- ガールフレンド（仮）（2012年 - 2023年、熊田一葉、ココア、中野四葉） - 2作品
- 機動戦士ガンダムAGE ユニバースアクセル / コズミックドライブ（レミ・ルース）
- 白衣性恋愛症候群 RE:Therapy（若本まゆき）
- PhaseD 蒼華の章 / 白影の章 / 黒聖の章 / 朱姫の章（壱師レン） - 4作品
- プリティーリズム（2012年 - 2013年、あやみ、りんね）
- 桃色大戦ぱいろん（ネフィリム、相戸優希）
- 嫁コレ（神凪雅、蕪羅亭魔梨威、一色あかね、御島明日香、越谷夏海、ココア、モア）

2013年
- エンゲージナイツ 〜新約英雄大戦〜（チンギス・ハーン）
- オカルトメイデン（倉橋六花）
- 解放少女 SIN（桜木芳乃）
- 艦隊これくしょん -艦これ-（2013年 - 2020年、長門、陸奥、球磨、多摩、木曾、川内、神通、那珂、島風） - 3作品
- ガンダムブレイカー（オペレーター）
- 新星のグランドユニオン（プラチナ・スーン）
- スティールクロニクル Be XROSS ARMS / VICTROOPERS（エレナ・ザハロフ、リディア・ペトラコフ）
- ダンジョントラベラーズ2 王立図書館とマモノの封印（スフレ・トゥイニー）
- チェインクロニクル / 絆の新大陸 / 3（2013年 - 2020年、フィーナ、ツンデレエルフ 他）
- トリックスター（一色あかね）
- 箱庭のフォルクローレ（白雪姫）
- ビビッドレッド・オペレーション -Hyper Intimate Power-（一色あかね）
- プリティーリズム・レインボーライブ きらきらマイ☆デザイン（りんね）
- ペーパーマン（エリス、一色あかね）
- マブラヴ オルタネイティヴ トータル・イクリプス（ジゼル・アジャーニ）
- リング☆ドリーム 女子プロレス大戦（マーズ野々村、リトル・ラナ）
- ロウきゅーぶ! ひみつのおとしもの（久井奈聖）

2014年
- アンジュ・ヴィエルジュ 〜第2風紀委員 ガールズバトル〜（アインス・エクスアウラ、ヴェノム666）
- Wake Up, Girls! ステージの天使（白川美桜）
- 御城プロジェクト（千体城、千代城、仙台城、高松城）
- 解放少女 SIN LIBERATION MAIDEN（桜木芳乃）
- 乖離性ミリオンアーサー（盗賊アーサー 他）
- 君のいる町（御島明日香）
- 禁忌のマグナ（イングリッド）
- グリモア〜私立グリモワール魔法学園〜（服部梓、ココア）
- 激突！ブレイク学園（天ヶ下伊夜）
- 車なごコレクション（トヨタ"ヴォクシー"）
- 神撃のバハムート（アリス、セラ、クラリス）
- チェインクロニクルV（フィーナ 他）
- NAtURAL DOCtRINE（ヴァシリー）
- ハイスクールD×D NEW FIGHT（ギャスパー・ヴラディ）
- パズドラ バトルトーナメント -ラズール王国とマドロミドラゴン-（牧村チカ）
- ファントム オブ キル（2014年 - 2016年、ミトゥム、霜月美佳、ローザ）
- FLOWERS 春編（車椅子の少女）
- BLADE RUSH（マシーナリー）
- 魔装詠唱バトルスター（桜庭セリカ）
- 妖刀 あらしとふぶき -Sword of Twins-（ふぶき）
- ラストサマナー（メッシュ）
- LEFT 4 DEAD -生存者たち-（広瀬遥）
- ロウきゅーぶ! ないしょのシャッターチャンス（久井奈聖）
- LORD of VERMILION III（イシュタム）

2015年
- アルカディアの蒼き巫女（ポーラ）
- うたわれるもの 偽りの仮面（ウルゥル、サラァナ）
- ウチの姫さまがいちばんカワイイ（2015年 - 2019年、ガウル、ココア、一色いろは、中野四葉）
- 王様ゲーム-共闘-（ショコラ春菜）
- オルタンシア・サーガ -蒼の騎士団-（トルテ、カリーネ、フィーナ）
- 拡散性ミリオンアーサー（サマンサ、ガレス） - PS Vita版
- ガンスリンガー ストラトス リローデッド（クロエ・アカネ）
- グランブルーファンタジー（2015年 - 2024年、クラリス、カリオストロの妹、麗日お茶子）
- クロノスブレイド（主人公〈女〉）
- 激闘！三国英雄伝（小喬）
- 幻影異聞録♯FE（弓弦エレオノーラ）
- 幻獣契約クリプトラクト（コルネット）
- サウザンドメモリーズ（命棘の擲矢嬢リズィー、雷棺の傀儡子ナビキ）
- ザクセスヘブン リベリオン（向日葵）
- シューティングガール（仏坂アナ / FA-MAS）
- スクールファンファーレ（鍵尾律）
- 戦国大戦（大祝鶴姫）
- 戦国姫譚MURAMASA-雅-（北条早雲、服部半蔵）
- デート・ア・ライブ Twin Edition 凜緒リンカーネイション（凜緒）
- 東京ファントム
- なないろランガールズ（桜庭優希）
- バトルガール ハイスクール（若葉昴）
- ひとつ飛ばし恋愛V（神木明日葉）
- ファンタジーアース ゼロ（ハイテンションな少女Ⅲ）
- FLOWERS 夏編（八重垣えりか）
- 魔壊神トリリオン（ルゥシェ）
- ミラクルガールズフェスティバル（一色あかね、ココア）
- ヤマトクロニクル 覚醒（ツクヨミ）
- 妖怪百姫たん!（越谷夏海）
- よるのないくに（コーリン）
- ラグナブレイクサーガ（グノーシス・クロノート）
- ルミナスアーク インフィニティ（ヒソカ）
- ロイヤルフラッシュヒーローズ（シャロン・エイトケン）
- 我が家の子猫ちゃん（ソラ）
- ワンダーランドウォーズ（スカーレット）

2016年
- アカシックリコード（シャルロット・ダルタニアン）
- アリスオーダー（時田滋、神竜寺菫、夕凪、筒井和美）
- 一血卍傑-ONLINE-（キジムナー）
- WAR OF BRAINS（ガートルード）
- うたわれるもの 二人の白皇（ウルゥル、サラァナ）
- 英雄伝説 暁の軌跡（クロエ・バーネット）
- 御城プロジェクト:RE〜CASTLE DEFENSE〜（千代城、仙台城、高松城、カステル・デル・モンテ、柳生城、青葉城、高島城、十河城、コンシェルジュリー、佐倉城、トームペア城、城塞都市ドゥブロヴニク）
- ガンスリンガー ストラトス3（クロエ・アカネ）
- グリムノーツ（盗賊アーサー）
- ご注文はうさぎですか?? Wonderful Party!（ココア）
- Shadowverse（ホワイトパラディン、享楽の悪魔、スカイスピリット 他）
- 消滅都市2（スズナ〈黒コートの少女〉）
- 神航の地平線（エリン）
- スケ雀刑事（東雲万紀）
- スターリーガールズ（百武）
- ソウルクロニクル（コロナ）
- 誰ガ為のアルケミスト（ローザ）
- タワー オブ プリンセス（ドロシー）
- 追憶の青（アイシャ）
- ドラゴンシューター（スカルライン）
- ドラマチックRPG 神つり（ナミ）
- VALKYRIE ANATOMIA -THE ORIGIN-（セナ）
- Fate/Grand Order（2016年 - 2024年、女王メイヴ、宮本武蔵、アサシン・パライソ / 望月千代女、ノクナレア・ヤラアーンドゥ） - 2作品
- PriministAr -プライミニスター-（伊林いろり）
- FLOWERS 秋編（八重垣えりか）
- ブレイブリークロニクル（リオ）
- 編隊少女 -フォーメーションガールズ-（加納香苗）
- 放課後ガールズトライブ（比企島こもり）
- 僕のヒーローアカデミア 激突！ヒーローズバトル / バトル・フォー・オール（麗日お茶子） - 2作品
- マギアコネクト（ラグナレス・ニーベルング）
- マビノギ英雄伝（デリア）
- 魔法陣少女 ノブナガサーガ（ソンケン）
- ミラクルニキ（ポポ）
- メダロット ガールズミッション（七星つばさ）
- モン娘☆は〜れむ（終焉の魔王フィート）
- やはりゲームでも俺の青春ラブコメはまちがっている。続（一色いろは）
- ヤマトクロニクル創世（ツクヨミ）
- ラグナストライクエンジェルズ（那波ナギサ）
- レムリア 〜Strada Of Chain〜（ルリ）
- ワンダーランドウォーズ（ヴァイス）

2017年
- 逆転オセロニア（ヨシノ）
- スーパーロボット大戦X-Ω（2017年 - 2020年、ベルタ・ベルンシュタイン、速杉ハヤト、天宮さくら）
- 白猫プロジェクト（リネア・シルヴェストリ）
- 崩壊3rd（八重桜）
- ナイツクロニクル（レオナ）
- バンドリ！ ガールズバンドパーティ！（2017年 - 2024年、美竹蘭）
- ファイアーエムブレム ヒーローズ（2017年 - 2025年、ミネルバ、ユリア、ニルス、エレオノーラ）
- ブルー リフレクション 幻に舞う少女の剣（斎木有理）
- かんぱに☆ガールズ（ノマドア・ニヒル）
- アナザーエデン 時空を超える猫（ユナ）
- ダンジョントラベラーズ2-2 闇堕ちの乙女とはじまりの書（スフレ・トゥイニー）
- 黒騎士と白の魔王（ルル）
- Song of Memories（対馬皐月）
- グリザイア:ファントムトリガー（獅子ヶ谷桐花）
- ルナプリ from 天使帝國（シャミィ）
- キャプテン翼〜たたかえドリームチーム〜（赤嶺真紀）
- プロジェクト東京ドールズ（ナナミ）
- ラジアントヒストリア パーフェクトクロノロジー（レイニー）
- おどりたが〜る！ -祭り短し踊れよ乙女-（柊希望）
- ファンタシースターオンライン2（ストラトス）
- パズルオブエンパイア（アーサー王）
- マギアレコード 魔法少女まどか☆マギカ外伝（2017年 - 2022年、深月フェリシア / フェリシアちゃん）
- ファンタシースターオンライン2 es（ヒャッカリョウラン、ガイルズオービット）
- アズールレーン / クロスウェーブ（2017年 - 2019年、プリンツ・オイゲン） - 2作品
- 無人戦争2099（雨海雫）
- FLOWERS 冬編（八重垣えりか）
- OCCULTIC;NINE（成沢稜歌）
- 俺達の世界わ終っている。（早瀬ユウノ）
- ミリオンアーサー アルカナブラッド（盗賊アーサー）
- ゼノブレイド2（ミクマリ）
- レイヤードストーリーズ ゼロ（シンジ、リーズ）
- maimai MiLK（ラズ）

2018年
- ソードアート・オンライン フェイタル・バレット（クレハ）
- ファイアーエムブレム無双（ミネルバ） - DLC追加キャラクター
- きららファンタジア（2018年 - 2022年、メリー・ナイトメア、ココア）
- あなたの四騎姫教導譚（リリアティ）
- モンスターストライク（2018年 - 2024年、弁財天、麗日お茶子、ちはや、ガビ・ブラウン、フィオナ・フロスト、中野四葉）
- ＃コンパス 戦闘摂理解析システム（メグメグ）
- 戦場のヴァルキュリア4（アンジェリカ・ファーナビー / アンジェ）
- クロノマギア（エレナ・ブリリアント）
- 共闘ことばRPG コトダマン（2018年 - 2024年、十闘神・イザ波、速杉ハヤト、中野四葉、麗日お茶子、ちはや 他）
- Sdorica（リー、猫目）
- 三国BASSA!!（夏侯惇）
- ヴァイタルギア（ホリー）
- 京刀のナユタ（松井暦）
- アビス・ホライズン（武蔵、日向、夕張、インディアナポリス、フォラス）
- 機動戦隊アイアンサーガ（シャロ）
- 世界樹の迷宮X（ネイピア）
- P.E.T.S.アカデミア（アンナ）
- ドールズフロントライン（97式）
- SHOW BY ROCK!!（2018年 - 2019年、モア）
- ファイブキングダム -偽りの王国-（ラヴィ）
- 僕のヒーローアカデミア One's Justice（麗日お茶子）
- ブラウンダスト（エリーゼ）
- うたわれるもの斬 / 2（2018年 - 2021年、ウルゥル、サラァナ） - 2作品
- 交響性ミリオンアーサー（ジャンヌダルク）
- Destiny Knights（セラフィン）
- フードファンタジー（月餅）
- THE KING OF FIGHTERS ALLSTAR（カヤ）
- ゲシュタルト・オーディン（レイブレード・インパルス、盗賊アーサー）
- プレカトゥスの天秤（エリーゼ・ブロスト）
- マップラス+カノジョ（句保詩乃）
- わくわくファンタジー〜はるかな世界の物語〜（シルハ）

2019年
- クイズRPG 魔法使いと黒猫のウィズ（ルミスフィレス）
- ドラガリアロスト（リンユー）
- ラングリッサーI&II（クリス）
- ミラージュ・メモリアル（ティーチ）
- MASS FOR THE DEAD（ソリュシャン）
- JUDGEMENT 7 俺達の世界わ終っている。（早瀬ユウノ）
- トリニティセブン -夢幻図書館と第7の太陽-（風間レヴィ）
- ワンダーグラビティ 〜ピノと重力使い〜（エールデ）
- ラングリッサー モバイル（クリス）
- 伝説対決 -Arena of Valor-（ロクシー）
- ビーナスイレブンびびっど！（中野四葉）
- MU：奇蹟の覚醒（召喚士）
- ドラえもん のび太の牧場物語（ランチ、ラム）
- 3D人狼殺2
- 蒼藍の誓い ブルーオース（コロラド、ウェストバージニア）
- ちょいと召喚! モンスターバスケット（酒呑童子）
- 侍魂オンライン-朧月伝-（槿）
- 英雄伝説 暁の軌跡モバイル（クロエ・バーネット）
- ポケモンマスターズ / EX（2019年 - 2021年、カスミ）
- プリンセスコネクト！Re:Dive（2019年 - 2024年、チエル / 風間ちえる、なかよしX）
- ArkResona -アークレゾナ-（クロナ・オルコット）
- Project NOAH（シャーロット・ソールズベリー）
- ガール・カフェ・ガン（ジムユウ）
- イースIX -Monstrum NOX-（猛牛）
- アークオーダー（ボセイドン、ハデス）
- 神式一閃 カムライトライブ（ヒマ）
- 英語とクイズのココロセカイ（中野四葉）
- ラブライブ！ スクールアイドルフェスティバル ALL STARS（絢瀬亜里沙）
- 東京喰種: re 【CALL to EXIST】（米林才子）
- パズル&ドラゴンズ（2019年 - 2020年、速杉ハヤト、麗日お茶子）
- 魔王と100人のお姫様（オーディン）
- うたわれるもの ロストフラグ（2019年 - 2022年、ウルゥル、サラァナ）
- ワールドフリッパー（クラリス）
- ぷよぷよ!!クエスト（天宮さくら）
- 新サクラ大戦（天宮さくら）
- BORDER BREAK（天宮さくら）

2020年
- ブレイドストーリー（中野四葉）
- アッシュアームズ‐灰燼戦線‐（M26 パーシング）
- アークナイツ（ニアール）
- 幻影異聞録♯FE Encore（弓弦エレオノーラ）
- VGAME（シャーミール）
- クリスタル オブ リユニオン（モルドレッド）
- 東方スペルバブル（射命丸文）
- 白猫テニス（中野四葉）
- ペルソナ5 スクランブル ザ ファントム ストライカーズ（柊アリス）
- ロストディケイド（アイリン）
- SHOW BY ROCK!! Fes A Live（モア）
- 僕のヒーローアカデミア One's Justice 2（麗日お茶子）
- ガールズ X バトル 2（周瑜）
- 戦姫ストライク（楓）
- スターオーシャン:アナムネシス（天宮さくら）
- 阿卡迪亞（艾瑪）
- 戦国布武〜我が天下戦国編〜（お宮、淀殿 / 茶々）
- エレメンタルストーリー（中野四葉）
- レッド: プライドオブエデン（リリー）
- テイルズ オブ クレストリア（ユナ・アゼッタ）
- ソウルワーカー（エフネル）
- マジカミ（中野四葉）
- エースアーチャー（石磯）
- ノー・ストレート・ロード（メイディ）
- プロ野球 ファミスタ 2020（ワルキューレ）
- デート・ア・ライブ 蓮ディストピア（園神凜緒）
- ファイナルギア -重装戦姫-（パッティ）
- セイクリッドブレイド（ヘレナ）
- 五等分の花嫁 五つ子ちゃんはパズルを五等分できない。（中野四葉）
- Epic Seven（メリッサ）
- FiNC HOME FiT（サツキ）
- ユニゾンリーグ（ココア、中野四葉）
- エデンの扉（ラグエル）
- イリュージョンコネクト（アイリーン、ベティ）
- グリザイア クロノスリベリオン（2020年 - 2023年、獅子ヶ谷桐花） - 2作品
- ドカポンUP! 夢幻のルーレット（ウルゥル・サラァナ）
- りゅうおうのおしごと！（夜叉神天衣）

2021年
- ラクガキ キングダム（藤丸）
- バーディークラッシュ：ファンタジーゴルフ（エリン G. ブリッド）
- ブルーアーカイブ -Blue Archive-（2021年 - 2022年、銀鏡イオリ）
- 八月のシンデレラナイン（芹澤結）
- アリス・ギア・アイギス（Ti2）
- 五等分の花嫁∬ 〜夏の思い出も五等分〜（中野四葉）
- ソード＆ブレイド
- 僕のヒーローアカデミア ULTRA IMPACT（麗日お茶子）
- ブラック・サージナイト（足柄）
- アカシッククロニクル〜黎明の黙示録（ロイン）
- ガールズコントラクト（レイラ）
- 白夜極光（ベニ、クスッタ）
- 原神（八重神子）
- 新すばらしきこのせかい（アヤノ）
- 終末のアーカーシャ（ヴィクトリア）
- 東方ダンマクカグラ（古明地こいし）
- シドニアの騎士 掌位ノ絆（岐神海蘊）
- 月姫 -A piece of blue glass moon-（マーリオゥ・ジャッロ・ベスティーノ）
- 彼女、お借りします ヒロインオールスターズ（佐木咲、中野四葉）
- クッキーラン: キングダム（妖狐味クッキー）
- METALLIC CHILD（パン）
- ラグナドール 妖しき皇帝と終焉の夜叉姫（玄武）
- ワッチャプリマジ！（2021年 - 2023年、マイキャラボイス〈クール〉） - 2作品
- 機動戦士ガンダム バトルオペレーション コードフェアリー（アルマ・シュティルナー）
- セブンナイツ2（チェンチェン）
- ラピスリライツ 〜この世界のアイドルは魔法が使える〜（ユズリハ）
- COUNTER：SIDE（オルカ）

2022年
- 阿卡夏計劃（七海神楽、克莉絲）
- MELTY BLOOD: TYPE LUMINA（マーリオゥ・ジャッロ・ベスティーノ）
- ミコノート はれときどきけがれ（ミズハノメ）
- スーパーロボット大戦30（速杉ハヤト） - DLC追加キャラクター
- 冤罪執行遊戯ユルキル（小林クリスチーナ）
- 映画「五等分の花嫁」 〜君と過ごした五つの思い出〜（中野四葉）
- エターナルツリー（エイキョ）
- ウィクロスマルチバース（ユヅキ）
- 機動戦士ガンダム U.C. ENGAGE（アルマ・シュティルナー）
- #コンパス ライブアリーナ（2022年 - 2023年、メグメグ）
- Echocalypse -緋紅の神約-（ティナ）
- ユアマジェスティ（ルイゼット）
- 勝利の女神:NIKKE（ジュリア、ドラー）
- ブラック★ロックシューターFRAGMENT（イヴェット）
- アイドルマスター シンデレラガールズ スターライトステージ（2022年 - 2023年、ルーキートレーナー〈2代目〉、トレーナー〈2代目〉、ベテラントレーナー〈2代目〉、マスタートレーナー〈2代目〉）
- 義賊探偵ノスリ（ウルゥル・サラァナ）

2023年
- ポーカーチェイス（ラミィ・パラス）
- プリコネ！グランドマスターズ（チエル）
- 404 GAME RE:SET -エラーゲームリセット-（餓狼伝説）
- 五等分の花嫁 ごとぱずストーリー（中野四葉）
- 超探偵事件簿 レインコード（ギヨーム＝ホール）
- 五等分の花嫁 〜彼女と交わす五つの約束〜（中野四葉）
- Fate/Samurai Remnant（2023年 - 2024年、バーサーカー / 宮本武蔵）
- 僕のヒーローアカデミア ULTRA RUMBLE（麗日お茶子）
- 妖怪ウォッチ ぷにぷに（中野四葉）
- ドラゴンクエストモンスターズ3 魔族の王子とエルフの旅（イシュカ）

2024年
- サンローラン騎士団（マーニー）
- ひみつのアイプリ / アイプリバース（マイキャラボイス〈クール〉） - 2作品
- モンソニ!（弁財天）
- 護縁（ハーリン）
- 五等分の花嫁 ごとぱずストーリー 2nd（中野四葉）
- FARMAGIA（アルシェ）

2025年
- HUNDRED LINE -最終防衛学園-（川奈つばさ）
- 魔法少女まどか☆マギカ Magia Exedra（深月フェリシア）
- グルーヴコースター フューチャーパフォーマーズ（氷芽川アリア）

時期未定
- 千年の旅（レイレイ）

### ドラマCD
- 新しいゲーム始めました。〜使命もないのに最強です?〜（菊姫）
- 飴色紅茶館歓談（客A）
- ありすorありす〜シスコン兄さんと双子の妹〜（りせ[551]）※コミックス第2巻ドラマCD付き
- 異世界魔法は遅れてる! ドラマCD「水明誘拐」（安濃瑞樹[552]）
- 冤罪執行遊戯ユルキル（小林クリスチーナ）※パッケージ版早期購入特典
- オーバーロード（ソリュシャン・イプシロン）
- 踊る星降るレネシクル（七曜ななな[553]）
- 乖離性ミリオンアーサー ドラマCD（盗賊アーサー、特異型シグルーン[554]）
- がんばれ!消えるな!!色素薄子さん ドラマCD（学生）
- キメラプロジェクト:ゼロ（サタデー） - コミックス第1巻ボイスCD付き特装版
- 今日から俺はロリのヒモ!（丹沢千鶴[555]）
- 今日のケルベロス（クロ[556]）
- Quad Cross（花音サシャ[557]）
- 五等分の花嫁∬ 〜夏の思い出も五等分〜（中野四葉）※限定版特典
- 映画「五等分の花嫁」 〜君と過ごした五つの思い出〜（中野四葉）※限定版特典
- 史上最強の大魔王、村人Aに転生する（シルフィー[558]）※文庫第5巻ドラマCD付き限定特装版
- シスコイ! 2（伊吹[559]）
- 紫電改のマキ（北島雷奈[560]）※『チャンピオンRED』6月号特別付録
- 好きっていいなよ。（北川めぐみ）
- 星刻の竜騎士（シルヴィア・ロートレアモン[561]）
- Z/X -Zillions of enemy X- NC DramaCD (2)「ドラミコクインテット」（赤の竜の巫女メイラル）
- Z/X -Zillions of enemy X- NF DramaCD (9)「13姉妹 雪月花」」（Type2、4、6、8、10、12）
- Z/X -Zillions of enemy X- NF DramaCD (17)「もえろ！ドラゴン学園」（赤の竜の巫女メイラル）
- ちゃんおぷ的ドラマ 〜四葉の趣味探し feat. 芽衣子&七瀬 爆裂女子会議!!〜（繋愛[562]）
- チェインクロニクル（フィーナ）
- とんでもスキルで異世界放浪メシ（ニンリル[563]）※ノベルス第5巻、第8巻[564]ドラマCD付き特装版
- ナイトウィザード ファンブック10（諏田円）
- ナヴァグラハ -DefenD 9 Triggers-（安波六姫[565] ）※コミックス第2巻ドラマCD付き特装版
- なれる!SE 60分で聴く新人SEのごくごく平均的な日常（桜坂誉[566]）
- バトルスピリッツ ダブルドライブ オリジナルドラマCD「究極! 試練の三番勝負!」（キキ・ベーレシア）
- 彼岸獅子の入城（山本八重[567]）
- ヒロインたるもの!〜嫌われヒロインと内緒のお仕事〜 スペシャルサニーパーティー グッズ付きチケット特典ドラマCD（服部樹里）
- ふしぎ荘+住人×住人（まりあ[568] 他）
- FLOWERS夏編 初回限定版付属ドラマCD『紅千鳥のハナコトバ』『怪談夜話 其の二』（八重垣えりか）
- 双×萌 FUTAMOE 〜双子の女の子が萌え萌えで眠れないCD〜（来栖円架[569]）
- プリンセスコネクト! Re:Dive PRICONNE CHARACTER SONG 12 オリジナルドラマ「小さな冒険隊と聖なる学舎の異端児」（2019年、チエル）
- 僕のヒーローアカデミア（麗日お茶子[570]）※コミックス第7巻ドラマCD同梱版
- マギアレコード 魔法少女まどか☆マギカ外伝 Music Collection 録り下ろしボイスドラマ「うん、水徳湯に行こう!」（2018年、深月フェリシア）
- マギアレコード 魔法少女まどか☆マギカ外伝キャラクターソングCD「余白のほんね」ミニドラマ「それは一歩の架け橋」（2019年、深月フェリシア）
- 魔技科の剣士と召喚魔王 ドラマCD（天咲美桜[571]）
- Magnolia（侍女）
- 魔法少女リリカルなのは Reflection ドラマCD付き特別鑑賞券【フェイト&アリサ&すずか編＋ボーナストラック ViVid Strike! リンネ編】（ジル・ストーラ）
- 百合男子（藤ヶ谷沙織[572]）
- よんでますよ、アザゼルさん。 声くじ（加奈）
- ラストゲーム（藤本しおり[573]）※『LaLa』2015年7月号付録ドラマCD ※コミックス第8巻ドラマCD付き特装版　※コミックス第11巻ドラマCD付き特装版
- りゅうおうのおしごと!（夜叉神天衣[574]）※文庫第2・4・6・7・9・11・14巻ドラマCD付き特装版

### ラジオドラマ
- O/A（堀内ゆたか・田中はるみ）
- TAKAMICHI SUMMER WORKS（セミ）
- 白間美瑠のサクラバシ919「ユアマジェスティ ボイスドラマ」（2022年、ルイゼット、ラジオ大阪）

### オーディオドラマ
- なれる!SE ボイスドラマ（2012年、桜坂誉[575]）
- 天啓的異世界転生譚 サウンドドラマ（2014年、アスティエール[576]）※文庫第2巻初回限定購入特典URL
- 恋愛至上都市の双騎士 添い寝風オーディオドラマ（2018年、蒼宮藍葉[577]）
- 99回断罪されたループ令嬢ですが今世は「超絶愛されモード」ですって!?〜真の力に目覚めて始まる100回目の人生〜 挿しボイスコード（2022年、アルフィーナ・シン・シルヴァーナ[578]）※小説第1巻紙書籍初回購入特典コード
- キメラプロジェクト:ゼロ スペシャルボイスドラマ（2023年、サタデー） - コミックス第2巻購入特典QRコード

### ナレーション
- 万年B組ヒムケン先生（2016年4月25日 - 2017年3月28日、TBS） [579]
- ミュージックステーション（2017年8月25日 - 、テレビ朝日）
- 何やらやるらしいTV（不定期、静岡朝日テレビ）
- くりぃむクイズ ミラクル9（2020年6月10日 - 、テレビ朝日） - 「読み解け!54字の物語クイズ」ナレーション[580]。
- 香川照之の昆虫すごいぜ!3週連続!夏休みはカマキリ先生と昆虫祭り（2021年8月14日・21日・28日、Eテレ）
- おしゃれクリップ（2021年10月10日 - 、日本テレビ）[注 2]
- 有吉の世界同時中継 〜今、そっちってどうなってますか?〜（2022年3月17日、テレビ東京）
- モノ・マネー（2022年3月29日 - 、Eテレ）
- 日曜ビッグバラエティ 砂場にお宝隠しといたんで探してください 総額100万みんなで掘りまくろう（2023年5月21日、テレビ東京）

### 舞台・朗読劇
- 舞台『KING OF PRISM -Shiny Rose Stars-』（2020年2月20日 - 3月1日、TOKYO DOME CITY HALL）りんねの声
- STORY LIVE 佐倉綾音『避難小屋の体験』（2020年8月31日、ミクサライブ東京 ホールミクサ）[582]
- 朗読劇『Fate/Grand Order Fes. 2022 〜7th Anniversary〜「FGO THE DRAMALOGUE-アヴァロン・ル・フェ-」』（2022年7月30日、幕張メッセ）ノクナレアの声
- 東京03『FROLIC A HOLIC feat. Creepy Nuts in 日本武道館　なんと括っていいか、まだ分からない』（2023年3月4日、日本武道館）
- 世界文化遺産 下鴨神社 朗読劇『鴨の音 第四夜 恋詠歌林』（2023年10月21日 - 22日、下鴨神社）[583]
- 朗読劇 READING WORLDユネスコ世界記憶遺産 舞鶴への生還『約束の果て』（2024年8月10日・11日、舞鶴市総合文化会館）[584]
- 平家物語 -胡蝶の被斬-（2025年3月14日 - 17日、新国立劇場 中劇場）[585]
- 音楽朗読劇 READING HIGH premium『TAIL to TALE 〜Story from 義経千本桜〜』（2025年5月31日・6月1日、THEATER MILANO-Za）[586]
- 朗読劇 READING WORLD ユネスコ世界記憶遺産 舞鶴への生還『約束の鎮魂歌』（2025年8月2日 - 4日〈予定〉、舞鶴市総合文化会館）[587]

### 吹き替え

#### 映画
- ディストピア パンドラの少女（2017年、メラニー〈セニア・ナニュア〉）
- ソウル・コンタクト（2020年、カティア〈アレクサンドラ・ボルティチ〉）
- ガーディアンズ・オブ・ギャラクシー:VOLUME 3（2023年、ライラ[588]）
- ハート・オブ・ストーン（2023年、カイア〈アーリヤー・バット〉[589]）
- グランツーリスモ（2023年、リア〈エメリア・ハートフォード〉[590]）
- 死霊館のシスター 呪いの秘密（2023年、ソフィー〈ケイトリン・ローズ・ダウニー〉[591]）
- エクソシスト 信じる者（2023年、アンジェラ・フィールディング〈リディア・ジュエット〉[592]）
- デッドプール&ウルヴァリン（2024年、カランドラ・ノヴァ〈エマ・コリン〉[593]）
- ニンジャバットマン対ヤクザリーグ（2025年、ジェシカ・クルズ / グリーンランタン）

#### ドラマ
- スクール・オブ・ロック（2018年、トミカ〈ブレアナ・イーディー〉[594]）
- ARMORED SAURUS アーマードサウルス（2023年、セナ〈ジョン・ジス〉[595]）

#### アニメ
- SING/シング（2017年、ウサギ2〈中央コーラス〉[596]）
- SING/シング: ネクストステージ（2022年、アデリーヌ[597]）
- フェリシーと夢のトウシューズ（2017年、ドーラ[598]）
- ナタ転生（2021年）
- 白蛇: 縁起（2021年、青[599]）
- アドベンチャー・タイム 遥か遠い世界で（2021年、シースルー・プリンセス[600]）
- ザ・カップヘッド・ショウ!（2022年、ミス・チャリス[601]）
- RINGING FATE（2025年、灯[初出 10]）

### デジタルコミック
- VOMIC ボクと魔女の時間（2011年、綴シオン）
- 天使とアクト!!（2017年、春坂なり[602]）
- マンガアニメ「かくしごと」（2020年、筧亜美）
- 怨霊奥様（2020年、二ノ瀬麗美）
- YUKI×AOI キメラプロジェクト（2020年 - 2022年、サタデー[603][604]） - 2シリーズ[一覧 52]
- 月のお気に召すまま（2021年、亀井歩） - 第6巻購入特典URLページ、別冊マーガレット2021年7月付録URLカード[605]
- ご注文はうさぎですか?10周年記念ボイスコミック（2021年、ココア[606]）
- くちべた食堂（2022年、お客さん[607]）
- ダンジョンの幼なじみ（2022年、リューカ・オブシディアン[608]、アナウンス）
- orange（2022年、上田莉緒[609]）
- 暗号学園のいろは（2023年、洞ヶ峠凍[610]）

### ラジオ
※はインターネット配信。
- ラジオどっとあい「佐倉綾音のかけだし、さくら前線。」（2011年、BBQR※、超!A&G+※）
- もじゃ先輩とさくら君（2011年 - 2016年、ラジオ関西）
- Radio Cross（2011年 - 2012年、超!A&G+※）
- このラジオの中に1人、妹がいる!?（2012年、超!A&G+※）
- 【ガールズ落語ラジオ】 じょしらじ（2012年、音泉※）※不定期パーソナリティ
- 矢作・佐倉のちょっとお時間よろしいですか（2012年 - 2015年、超!A&G+※）
- 佐倉綾音 Ayane*LDK（2012年 - 2015年、マリン・エンタテインメント※→超!A&G+※）
- ビビッドレッド・ラジオペレーション（2012年 - 2013年、音泉※、HiBiKi Radio Station※）[611]
- のんのんびよりうぇぶらじお のんのんだより!なのん（2013年 - 2014年、音泉※、ランティスウェブラジオ※）
- ご注文はラジオですか?（2014年、音泉※、HiBiKi Radio Station※）[612]
- ラジオ シドニアの騎士〜綾と綾音の秘密の光合成〜（2014年 - 2015年、音泉※）[613]
- 『四月』じゃないよ、『君嘘』だよ。ラジオ（2014年 - 2015年、音泉※）
- TVアニメ「SHOW BY ROCK!!」〜プラズマジカ ぷるぷる♪にゃじお！〜（2015年、音泉※、HiBiKi Radio Station※）
- のんのんびよりうぇぶらじお のんのんだより りぴーと!なのん（2015年 - 2016年、音泉※、ランティスウェブラジオ※）[614]
- Charlotteラジオ 〜友利奈緒の生徒会活動日誌〜（2015年、ニコニコ生放送※、音泉※、HiBiKi Radio Station※）
- Radio「緋弾のアリアAyane Ai」（2015年、音泉※、HiBiKi Radio Station※）
- ミリオンアーサーRADIO！ミリラジ！（2015年 - 2020年、文化放送）※佐倉綾音＆鈴木亜理沙　内田真礼＆鈴木亜理沙による2週毎のローテーション制
- 吉田尚記の読書でトークショー（2015年、ニッポン放送）※アシスタントパーソナリティ
- セブン-イレブン presents 佐倉としたい大西（2016年 - 2023年、超!A&G+※、音泉※）
- 綾音と愛美の セイレン Say"You're cute♡"（2016年 - 2017年、音泉※）[615]
- ラジリスク新章 〜伊賀忍放送〜（2018年、音泉※・YouTube※）[616]
- ご注文はラジオですか??〜WELCOME【う・さ!】〜（2018年 - 2019年、文化放送）[617]
- 神様になったラジオ（2020年 - 2021年、音泉※）[618]
- のんのんびよりうぇぶらじお のんのんだより のんすとっぷ!なのん（2013年、2015年、2021年、音泉※）[619]
- 日笠・佐倉は余談を許さない（2023年 - 、文化放送・超!A&G+※・音泉※）[620]
- 佐倉綾音の日曜天国（2024年10月6日、TBSラジオ） - メインパーソナリティ・安住紳一郎の休暇に伴う代理出演[621]
- 佐倉綾音 論理×ロンリー（2025年4月2日 - 、TBSラジオ）[622]

### ラジオCD
- ラジオCD もじゃ先輩とさくら君 vol.1 - 9
- 【ガールズ落語ラジオ】 じょしらじ シリーズ
  - DJCD 【ガールズ落語ラジオ】 じょしらじ 其之壱（１枚組）
  - ラジオCD 【ガールズ落語ラジオ】 じょしらじ 其之壱（2枚組）
  - ラジオCD 【ガールズ落語ラジオ】 じょしらじ 其之弐（2枚組）
- ラジオCD ビビッドレッド・ラジオペレーション Vol.1 - 3
- 佐倉綾音 Ayane*LDK DJCD VOL.1 - 3
- ラジオCD のんのんびよりうぇぶらじお のんのんだより!なのん いち - さん
- ラジオCD ご注文はラジオですか? シリーズ Vol.1 - 3
- ラジオ ラジオ シドニアの騎士〜綾と綾音の秘密の光合成〜 Vol.1 - 5
- 綾と綾音の秘密の光合成 出張版 Vol.1[注 3] - 2[注 4]
- ラジオCD 『四月』じゃないよ、『君嘘』だよ。ラジオ Vol.1 - 3

### テレビ番組
※はインターネット配信。
- GirlsNews〜声優（2012年 - 2013年、エンタ!371・PigooHD）MC
- 女子落語協会一門の女子トーーーク!（2012年、ニコニコ動画「スターチャイルドチャンネル」※）
- ヒーロー文庫通信（2012年 - 2013年、ニコニコ動画「声優グランプリチャンネル」※）
- ビビッドレッド・オペレーション「ニコ生トーク・オペレーション!」（2013年、ニコニコ生放送※）
- 恋愛ラボ「藤女特別校内放送!」（2013年、ニコニコ生放送※）
- 佐倉と内田のガンガンGAちゃんねる（2014年 - 2021年、YouTube※・ニコニコ動画※）[623]
- ゴッドタン（2019年12月27日、テレビ東京）、マジ歌選手権（角田×妻×蘭丸）妻：ポンチョ役
- 有田Pおもてなす（2021年7月3日、NHK総合）、ジモDちゃん役

### DVD
- このラジオの中に1人、妹がいる!? アーカイブDVD（2012年12月26日）
- 宝探し 探偵学園エデン 〜怪盗アビルからの挑戦〜（2014年2月12日）
- 矢作・佐倉のちょっとお時間よろしいですか〜秩父（2015年01月09日）
- あおい・さおりの成人式(｀・ω・´) 2014（2015年10月28日）

### パチンコ・パチスロ
- パチスロ ハイスクールD×D（2015年、ギャスパー・ヴラディ）
- パチスロ 乙女魂〜光と無月〜（2015年、小鳥遊光'）
- CR バスタード!! -暗黒の破壊神-
- CR 東京レイヴンズ（2016年、大連寺鈴鹿）
- パチスロ ビビッドレッド・オペレーション（2017年、一色あかね）
- CR萌え萌え大戦争 ぱちんこばーん（2017年、F2）
- CR 緋弾のアリアAA（2018年、間宮あかり）
- P SHOW BY ROCK!!（2019年、モア）
- Pビビッドレッドオペレーション（2021年、一色あかね）
- スマスロ マギアレコード 魔法少女まどか☆マギカ外伝（2025年、深月フェリシア）
- e マギアレコード 魔法少女まどか☆マギカ外伝（2025年、深月フェリシア）

### CM・PV
- スターチャイルド ラジオCM（2012年9月 - 11月、ナレーション）
- Z会 テレビCM『クロスロード』（2014年2月 - 、海帆）
- オーバーラップ文庫『きんいろカルテット』PV（2013年、ナレーション）
- NHK 住所変更手続き告知 テレビCM（歌）[624]
- ドラゴンズ ライデン テレビCM（2015年5月 - 、ナレーション）
- マビノギ英雄伝 テレビCM「デリア」（2016年4月 - 、ナレーション）
- 五等分の花嫁 コミック1巻発売記念テレビCM・PV（2017年、中野一花、中野二乃、中野三玖、中野四葉、中野五月）[625]
- 集英社 JUMP j BOOKS（2018年、ジェイミー、ジャーニー）[626]
- 『くノ一ツバキの胸の内』×『からかい上手の高木さん』スペシャルコラボPV（2018年、ツバキ[627]）
- 同棲から始まるオタク彼女の作りかた PV（2018年、ナレーション[628]）
- 間違った子を魔法少女にしてしまった 60万部突破記念PV（2019年、真風羽華代、ミュ）[629]
- 幼なじみが絶対に負けないラブコメ PV（2019年、可知白草）[630]
- スパイ教室 PV（2020年、コードネーム＜草原＞）[631]
- 総務省・ワイドFM周知広報動画(2020年 - 2021年、アナウンサー、あやねお姉さん)
- オーバーライト――ブリストルのゴースト PV（2020年、ブーディシア、ナレーション[632]）
- カノジョも彼女 PV（2020年、水瀬渚[633]）
- 戦隊大失格 PV（2021年、ナレーション[634]）
- 赤面しないで関目さん PV（2021年、関目さん、高殿くん[635]）
- VTuberなんだが配信切り忘れたら伝説になってた PV（2021年、心音淡雪）
- つれないほど青くて あざといくらいに赤い PV（2022年、速水ミハヤ[636]）
- ミミクリー・ガールズPV（2022年、クリス・アームストロング〈クリスティ〉[637]）
- 機動戦士ガンダム バトルオペレーション Code Fairyコミックス第1巻発売記念PV（2022年、アルマ・シュティルナー[638]）
- 99回断罪されたループ令嬢ですが今世は「超絶愛されモード」ですって!? 〜真の力に目覚めて始まる100回目の人生〜 PV（2022年、アルフィーナ[639]）
- 富士見L文庫『龍に恋う』テレビCM（2023年、上古珠[640]）
- 黒岩メダカに私の可愛いが通じない PV（2023年、川井モナ[641]）
- 電撃文庫『こちら、終末停滞委員会。』4巻発売記念PV（2025年、Luna[642]）

### ASMR
- ねこぐらし。3 〜コラット猫娘のテレパシー〜（2021年、コラット猫[643]）
- おしごとねいろ 〜アナウンサー編〜（2021年、小真沢美奈[644]）

### 特撮
- 王様戦隊キングオージャー（2023年 - 2024年、デボニカ[注 5][645][646]） - 2作品[一覧 53]
- ウルトラマンアーク（2024年、フィオの声[647]）

### 実写ドラマ
- イザミと東京03（2022年9月 - 10月、日本テレビ）綾音 / 恋神イザミ役[648]
- 天久鷹央の推理カルテ - 中町由希 役[649]、ナレーション[650]

### 玩具
- 王様戦隊キングオージャー MEMORIALIZE DATA CARD スズメ・ディボウスキ&ラクレス・ハスティー、デボニカ&ギラ・ハスティー セット（2025年1月16日）

### その他コンテンツ
- 境界の彼方 ミニ劇場（名瀬博臣〈小学生〉）※BD・DVD特典映像
- さくらいろスケッチ（『声優グランプリ』連載：2011年10月号 - 2015年1月号）
- 声優 SAY YOU 第1回（マガジンSPECIAL×マガメガ連動企画）
- Project758（白鳥しおり[651]）
- 絵師100人展 05 - 13 音声ガイド（2015年 - 2023年、百ちゃん）
- Charlotte（2015年8月3日、公式twitter6万人超えアイコンイラスト）
- しゃべる ごちうさスタンプ（2015年 - 2018年、ココア） - 2シリーズ[一覧 54]
- CHIKA☆CHIKA IDOL（長沢ひさめ[652]）
- 僕のヒーローアカデミア LINEスタンプ（2016年 - 2019年、麗日お茶子）※第1・3・4弾
- しゃべるSHOW BY ROCK!! LINEスタンプ（2016年、モア）
- 多数決ドラマ「キノの旅 -the Beautiful World- 廃墟の国」（2016年、ティー[653]）
- しゃべる！乖離性ミリオンアーサースタンプ（2018年、盗賊アーサー）
- アプリ「のんのんびより (アニメ) アラーム〜いつでもいっしょなのん！〜」（2018年、越谷夏海[654]）
- 総務省ワイドFM周知広報動画（実写出演）
  - 「ラジオ広報強化月間〜BESIDE YOU ともだちラジオ〜」 （2019年3月、全5話[655]）
  - 「ラジオ広報強化期間〜ワイドFM全国展開へ！〜」（2020年3月[656]）
  - 「ラジオ広報強化期間〜聴いてる？ワイドFM！〜」（2021年3月[657]）
- YUKI×AOI キメラプロジェクト（2020年、Saturday[658]）
- TOoKA BASEブランド
  - TRUE WIRELESS STEREO EARPHONES アニメ「五等分の花嫁∬」 中野四葉(CV:佐倉綾音)モデル（2021年、中野四葉[659]）
  - TRUE WIRELESS STEREO EARPHONES アニメ『僕のヒーローアカデミア』 コラボモデル（2021年、麗日お茶子[660]）
- プリンセスコネクト！Re:Diveボイス付きキャラクタースタンプ第2弾（2021年、チエル）
- 第26回参議院議員通常選挙啓発アニメムービー（愛知県選挙管理委員会）「わたしたちの選挙、はじまる。」（2022年、ナレーション[661]）
- ザ・チェインスモーカーズの楽曲「I Love U」（2022年）※『グランブルーファンタジー』の音声をサンプリング使用[662]
- SHARP ヘルシオ・ホットクック・空気清浄機「五等分の花嫁」カスタムボイス（2023年、中野四葉[663]）

## ディスコグラフィ

### キャラクターソング
| 発売日         | 商品名 | 歌 | 楽曲 | 備考                                                                                 |
| -------------- | --- | --- | --- | ------------------------------------------------------------------------------------ |
| 2011年1月26日  | ユメとキボーとアシタのアタシ                                                                                             | メリー・ナイトメア（佐倉綾音） | 「ユメとキボーとアシタのアタシ」 | テレビアニメ『夢喰いメリー』エンディングテーマ                                       |
| 2011年1月26日  | ユメとキボーとアシタのアタシ                                                                                             | メリー・ナイトメア（佐倉綾音） | 「夢の帰り道」 | テレビアニメ『夢喰いメリー』関連曲                                                   |
| 2012年5月9日   | パパのいうことを聞きなさい！ Blu-ray 特典CD                                                                              | ルナノアール（佐倉綾音）、ルナフルール（東山奈央） | 「ルナルナGO!GO!」 | テレビアニメ『パパのいうことを聞きなさい！』関連曲                                   |
| 2012年7月25日  | Heavenly Lover | 鶴眞心乃枝（石原夏織）、神凪雅（佐倉綾音）、国立凛香（竹達彩奈）、天導愛菜（大亀あすか）、嵯峨良芽依（日高里菜） | 「Heavenly Lover」 | テレビアニメ『この中に1人、妹がいる！』エンディングテーマ                            |
| 2012年7月25日  | Heavenly Lover | 鶴眞心乃枝（石原夏織）、神凪雅（佐倉綾音） | 「Midnight Girls Summit☆」 | Webラジオ『このラジオの中に1人、妹がいる』テーマソング                               |
| 2012年8月15日  | お後がよろしくって…よ！                                                                                                  | 極♨落女会 | 「お後がよろしくって…よ！」 | テレビアニメ『じょしらく』オープニングテーマ                                         |
| 2012年8月15日  | お後がよろしくって…よ！                                                                                                  | 極♨落女会 | 「れんあいこわい」 | テレビアニメ『じょしらく』関連曲                                                     |
| 2012年9月26日  | この中に1人、妹がいる！ キャラクターソング vol.2 神凪雅                                                                  | 神凪雅（佐倉綾音） | 「となりどうし。」 「バージンロードで待っていて！」 | テレビアニメ『この中に1人、妹がいる！』関連曲                                        |
| 2012年9月26日  | じょしらく Blu-ray&DVD 第1巻特典CD                                                                                       | 蕪羅亭魔梨威（佐倉綾音） | 「兵どもに告ぐ」 | テレビアニメ『じょしらく』関連曲                                                     |
| 2012年10月24日 | この中に1人、妹がいる！ 録り下ろしキャラクターソングCD2 神凪雅                                                           | 神凪雅（佐倉綾音） | 「Heavenly Lover」 「晴れ空に虹をみるために!」 | テレビアニメ『この中に1人、妹がいる！』関連曲                                        |
| 2012年11月21日 | この中に1人、妹がいる！ キャラクターソング SPECIAL Disc                                                                  | 鶴眞心乃枝（石原夏織）、神凪雅（佐倉綾音）、国立凛香（竹達彩奈）、天導愛菜（大亀あすか）、嵯峨良芽依（日高里菜） 、宝生柚璃奈（小倉唯） | 「Heavenly Lover -six colors of flower-」 「バージンロードで待っていて! -six colors of flower-」                                                              | テレビアニメ『この中に1人、妹がいる！』関連曲                                        |
| 2012年12月19日 | プリティーリズム・ディアマイフューチャー プリズムソング・コレクション Life is just a miracle                             | Prizmmy☆ぼいすアクトレス | 「Life is just a miracle 〜生きているって素晴らしい〜」 | テレビアニメ『プリティーリズム・ディアマイフューチャー』オープニングテーマ           |
| 2012年12月19日 | プリティーリズム・ディアマイフューチャー プリズムソング・コレクション Life is just a miracle                             | Sprouts | 「Mirage JET」 | テレビアニメ『プリティーリズム・ディアマイフューチャー』挿入歌                       |
| 2013年3月27日  | ビビッドレッド・オペレーション Blu-ray&DVD 第1巻特典CD                                                                   | 一色あかね（佐倉綾音）、二葉あおい（村川梨衣） | 「WE ARE ONE!」 | テレビアニメ『ビビッドレッド・オペレーション』エンディングテーマ                     |
| 2013年3月27日  | ビビッドレッド・オペレーション Blu-ray&DVD 第1巻特典CD                                                                   | 一色あかね（佐倉綾音） | 「Friend of mine」 | テレビアニメ『ビビッドレッド・オペレーション』関連曲                                 |
| 2013年3月27日  | この中に1人、妹がいる！ OP&ED キャラクターメドレーソングCD                                                               | StylipS、鶴眞心乃枝（石原夏織）、神凪雅（佐倉綾音）、国立凛香（竹達彩奈）、天導愛菜（大亀あすか）、嵯峨良芽依（日高里菜） 、宝生柚璃奈（小倉唯） | 「中妹 Non-Stop Remixed by エイプリルズ」 | テレビアニメ『この中に1人、妹がいる!』関連曲                                         |
| 2013年4月24日  | ビビッドレッド・オペレーション Blu-ray&DVD 第2巻特典CD                                                                   | 一色あかね（佐倉綾音）、三枝わかば（大坪由佳） | 「STEREO COLORS」 | テレビアニメ『ビビッドレッド・オペレーション』エンディングテーマ                     |
| 2013年4月24日  | ビビッドレッド・オペレーション Blu-ray&DVD 第2巻特典CD                                                                   | 一色あかね（佐倉綾音）、四宮ひまわり（内田彩） | 「Stray Sheep Story」 | テレビアニメ『ビビッドレッド・オペレーション』エンディングテーマ                     |
| 2013年5月29日  | ビビッドレッド・オペレーション Blu-ray&DVD 第3巻特典CD                                                                   | 一色あかね（佐倉綾音）、二葉あおい（村川梨衣）、三枝わかば（大坪由佳）、四宮ひまわり（内田彩）、黒騎れい（内田真礼） | 「Vivid Shining Sky」 | テレビアニメ『ビビッドレッド・オペレーション』エンディングテーマ                     |
| 2013年5月29日  | ビビッドレッド・オペレーション Blu-ray&DVD 第3巻特典CD                                                                   | 一色あかね（佐倉綾音）、二葉あおい（村川梨衣）、三枝わかば（大坪由佳）、四宮ひまわり（内田彩）、黒騎れい（内田真礼） | 「Let's be together!!」 | テレビアニメ『ビビッドレッド・オペレーション』関連曲                                 |
| 2013年6月12日  | あいうら CHARACTER SONG♪「や」                                                                                           | 簗瀬芽依（佐倉綾音） | 「グッとLuck! Everyday」 「ちぇあWooman」 | テレビアニメ『あいうら』関連曲                                                       |
| 2013年6月26日  | プリティーリズム・レインボーライブ プリズム☆ソロコレクション                                                             | りんね（佐倉綾音） | 「Gift」 | テレビアニメ『プリティーリズム・レインボーライブ』挿入歌                             |
| 2013年8月14日  | センチメンタルラブ | 枝葉柚希（中島愛）、御島明日香（佐倉綾音）、神咲七海（タカオユキ） | 「閃光ハナビ」 | テレビアニメ『君のいる町』関連曲                                                     |
| 2013年8月28日  | ハイスクールD×D NEW エンディングキャラソンアルバム！                                                                     | オカルト研究部ガールズ | 「らぶりぃ♥でびる」 | テレビアニメ『ハイスクールD×D NEW』停止教室のヴァンパイア編エンディングテーマ        |
| 2013年8月28日  | ハイスクールD×D NEW エンディングキャラソンアルバム！                                                                     | ギャスパー・ヴラディ（佐倉綾音） | 「動き出した時間の中で」 | テレビアニメ『ハイスクールD×D NEW』関連曲                                            |
| 2013年9月18日  | 君のいる町 キャラクターソングアルバム アンサーソングス                                                                   | 御島明日香（佐倉綾音） | 「斜め後ろ空」 「サヨナラのために」 | テレビアニメ『君のいる町』関連曲                                                     |
| 2013年9月20日  | 恋愛ラボ Blu-ray&DVD 第1巻特典CD                                                                                         | 藤女生徒会執行部 | 「恋愛したいっ！」 | テレビアニメ『恋愛ラボ』オープニングテーマ                                           |
| 2013年10月25日 | 恋愛ラボ Blu-ray&DVD 第2巻特典CD                                                                                         | 藤女生徒会執行部 | 「Best FriendS」 | テレビアニメ『恋愛ラボ』エンディングテーマ                                           |
| 2013年11月6日  | のんのん日和 | 宮内れんげ（小岩井ことり）、一条蛍（村川梨衣）、越谷夏海（佐倉綾音）、越谷小鞠（阿澄佳奈） | 「のんのん日和」 | テレビアニメ『のんのんびより』エンディングテーマ                                     |
| 2013年11月6日  | のんのん日和 | 一条蛍（村川梨衣）、越谷夏海（佐倉綾音） | 「ひだまり笑顔」 | テレビアニメ『のんのんびより』関連曲                                                 |
| 2013年12月18日 | オカルトメイデン キャラクターソング・アルバム                                                                            | 倉橋六花（佐倉綾音） | 「トガリ feat. YM」 | ゲーム『オカルトメイデン』関連曲                                                     |
| 2013年12月18日 | オカルトメイデン キャラクターソング・アルバム                                                                            | 土御門悠宇 （早見沙織）、倉橋六花 （佐倉綾音）、蓮華 （日高里菜） | 「 やったね！おかると☆めいでん feat. azuma」 | ゲーム『オカルトメイデン』関連曲                                                     |
| 2014年1月29日  | のんのんびより BD・DVD第2巻特典CD                                                                                        | 越谷夏海（佐倉綾音）、越谷小鞠（阿澄佳奈） | 「のんのん姉妹」 | テレビアニメ『のんのんびより』関連曲                                                 |
| 2014年3月26日  | のんのんびより BD・DVD第4巻特典CD                                                                                        | 越谷夏海（佐倉綾音） | 「ハッピーパレード」 | テレビアニメ『のんのんびより』関連曲                                                 |
| 2014年4月16日  | 未確認で進行形 DVD & Blu-ray Vol.2 音声特典 キャラクターソングCD                                                         | ひばり高校生徒会 | 「ウェルカム！生徒会」 | テレビアニメ『未確認で進行形』関連曲                                                 |
| 2014年4月23日  | プリティーリズム・レインボーライブ プリズム☆ミュージックコレクションDX                                                   | りんね（佐倉綾音）、天羽ジュネ（宍戸留美） | 「SEVENDAYS LOVE, SEVENDAYS FRIEND」 | テレビアニメ『プリティーリズム・レインボーライブ』挿入歌                             |
| 2014年5月14日  | MOST以上の“MOSTEST” | エーコ（伊瀬茉莉也）、シルヴィア（佐倉綾音）、レベッカ（井上麻里奈） | 「MOST以上の“MOSTEST”（ver.1）」 | テレビアニメ『星刻の竜騎士』エンディングテーマ                                       |
| 2014年5月28日  | Daydream café | Petit Rabbit's | 「Daydream café」 | テレビアニメ『ご注文はうさぎですか？』オープニングテーマ                             |
| 2014年5月28日  | Daydream café | Petit Rabbit's | 「日常デコレーション」 | テレビアニメ『ご注文はうさぎですか？』エンディングテーマ                             |
| 2014年6月20日  | ご注文はうさぎですか？ キャラクターソング1                                                                               | ココア（佐倉綾音）、チノ（水瀬いのり） | 「全天候型いらっしゃいませ」 | テレビアニメ『ご注文はうさぎですか？』関連曲                                         |
| 2014年6月20日  | ご注文はうさぎですか？ キャラクターソング1                                                                               | ココア（佐倉綾音） | 「ハミングsoon!」 | テレビアニメ『ご注文はうさぎですか？』関連曲                                         |
| 2014年6月20日  | ご注文はうさぎですか？ キャラクターソング2                                                                               | ココア（佐倉綾音） | 「スマイルメーカー」 | テレビアニメ『ご注文はうさぎですか？』関連曲                                         |
| 2014年6月20日  | ご注文はうさぎですか？ キャラクターソング2                                                                               | ココア（佐倉綾音）、リゼ（種田梨沙） | 「Rabbit Hole」 | テレビアニメ『ご注文はうさぎですか？』関連曲                                         |
| 2014年6月20日  | ご注文はうさぎですか？ BD & DVD 第1巻 初回限定版 特典CD                                                                  | ココア（佐倉綾音） | 「Daydream café 〜ご注文はココアですか？ver.〜」 | テレビアニメ『ご注文はうさぎですか？』関連曲                                         |
| 2014年8月6日   | 星刻の竜騎士 BD・DVD第2巻特典CD                                                                                          | シルヴィア（佐倉綾音） | 「“姫様”は大変なのだ！」 | テレビアニメ『星刻の竜騎士』関連曲                                                   |
| 2014年8月25日  | 艦隊これくしょん -艦これ- 艦娘想歌【弐】KanColle Vocal Collection vol.2                                                  | 川内型軽巡洋艦［神通・川内・那珂（佐倉綾音）］ | 「華の二水戦」 | ゲーム『艦隊これくしょん -艦これ-』関連曲                                            |
| 2014年8月27日  | ご注文はうさぎですか？ キャラクターソングアルバム                                                                        | Petit Rabbit's | 「一匙のお姫さま物語」 | テレビアニメ『ご注文はうさぎですか？』関連曲                                         |
| 2014年11月19日 | SHaVaDaVa in AMAZING♪ | ユイレヴィ♡ | 「SHaVaDaVa in AMAZING♪」 | テレビアニメ『トリニティセブン』エンディングテーマ                                   |
| 2014年12月27日 | SHOW BY ROCK!! - プラズマジカ                                                                                            | プラズマジカ［モア（佐倉綾音）］ | 「ハマって☆Rockin' Sweet」 | ゲーム『SHOW BY ROCK!!』関連曲                                                       |
| 2014年12月28日 | Z/X -Zillions of enemy X- NC DramaCD (2)「ドラミコクインテット」                                                         | 赤の竜の巫女メイラル（佐倉綾音）、青の竜の巫女ユイ（洲崎綾）、白の竜の巫女ニノ（西明日香）、黒の竜の巫女バラハラ（早見沙織）、緑の竜の巫女クシュル（今井麻美） | 「未来がひとつに」 | ドラマCD『Z/X』関連曲                                                                |
| 2015年2月14日  | みりたりずむ！ | ハルカ少尉（佐倉綾音） | 「みりたりずむ！ M700ver.」 | テレビアニメ『みりたり！』主題歌                                                     |
| 2015年2月25日  | 四月は君の嘘 BD・DVD第1巻特典CD                                                                                          | 澤部椿（佐倉綾音） | 「For you〜月の光が降り注ぐテラス」 | テレビアニメ『四月は君の嘘』関連曲                                                   |
| 2015年3月25日  | 艦娘乃歌 Vol.1 | 那珂（佐倉綾音） | 「初恋！水雷戦隊」 | テレビアニメ『艦隊これくしょん -艦これ-』関連曲                                      |
| 2015年3月25日  | 艦娘乃歌 Vol.1 | 艦娘特別艦隊 | 「Let's not say "good-bye"」 | テレビアニメ『艦隊これくしょん -艦これ-』関連曲                                      |
| 2015年3月25日  | trinity heaven7: MAGUS MUSIC REMIXES TECHNOBOYS PULCRAFT GREEN-FUND                                                      | 風間レヴィ（佐倉綾音） | 「SHaVaDaVa in AMAZING REMIX」 | テレビアニメ『トリニティセブン』関連曲                                               |
| 2015年3月28日  | 紛争の友〜みりたり！サウンドトラック〜                                                                                   | ハルカ少尉（佐倉綾音） | 「【歌って】GOGO☆マジカルエミル【あげたわよ】」 | テレビアニメ『みりたり！』関連曲                                                     |
| 2015年4月8日   | 銃皇無尽のファフニール キャラクター・ソング・アルバム -“D”の少女たち-                                                    | ティア・ライトニング（佐倉綾音） | 「恋せよ乙女！」 | テレビアニメ『銃皇無尽のファフニール』関連曲                                         |
| 2015年4月15日  | ツブ★ドル ドラマCD 〜紹介します？舞台裏！〜 主題歌もできたし全国デビューしちゃうよ盤                                     | ツブ★ドル | 「ツブ★ドル」 | OVA『ツブ★ドル』主題歌                                                               |
| 2015年4月15日  | ツブ★ドル ドラマCD 〜紹介します？舞台裏！〜 とらのあな限定特典CD                                                         | 弥栄はな（洲崎綾）、小田相かりん（大空直美）、光ヶ丘ゆい（佐倉綾音）、作ノ口めぐみ（豊田萌絵）、田名みずき（優木かな）、藤野ちえ（杉田菜摘） | 「ツブ★ドル」 | OVA『ツブ★ドル』関連曲                                                               |
| 2015年4月22日  | 青春はNon-Stop! | プラズマジカ | 「青春はNon-Stop!」 | テレビアニメ『SHOW BY ROCK!!』オープニングテーマ                                     |
| 2015年4月22日  | 青春はNon-Stop! | プラズマジカ | 「Close to you」 | テレビアニメ『SHOW BY ROCK!!』関連曲                                                 |
| 2015年4月29日  | 銃皇無尽のファフニール キャラクター・ソング・アルバム -麗しのミッドガル-                                                 | ティア・ライトニング（佐倉綾音） | 「Ray of bullet」 | テレビアニメ『銃皇無尽のファフニール』関連曲                                         |
| 2015年4月29日  | 銃皇無尽のファフニール キャラクター・ソング・アルバム -麗しのミッドガル-                                                 | イリス・フレイア（日高里菜）、物部深月（沼倉愛美）、リーザ・ハイウォーカー（金元寿子）、アリエラ・ルー（徳井青空）、レン・ミヤザワ（内村史子）、ティア・ライトニング（佐倉綾音） | 「Ray of bullet」 | テレビアニメ『銃皇無尽のファフニール』関連曲                                         |
| 2015年5月13日  | Have a nice MUSIC!! | プラズマジカ | 「Have a nice MUSIC!!」 | テレビアニメ『SHOW BY ROCK!!』エンディングテーマ                                     |
| 2015年5月13日  | Have a nice MUSIC!! | プラズマジカ | 「Joyfulness」 | テレビアニメ『SHOW BY ROCK!!』関連曲                                                 |
| 2015年6月3日   | 迷宮DESTINY/流星ドリームライン                                                                                           | プラズマジカ | 「迷宮DESTINY」 「流星ドリームライン」 | テレビアニメ『SHOW BY ROCK!!』挿入歌                                                 |
| 2015年6月24日  | SHOW BY ROCK!! BD 第1巻 きゃにめ.jp限定版特典CD                                                                          | モア（佐倉綾音） | 「青春はNon-Stop!」 「Close to you」 | テレビアニメ『SHOW BY ROCK!!』関連曲                                                 |
| 2015年7月1日   | 宝箱のジェットコースター                                                                                                 | Petit Rabbit's | 「宝箱のジェットコースター」 | テレビアニメ『ご注文はうさぎですか？』関連曲                                         |
| 2015年7月1日   | 宝箱のジェットコースター                                                                                                 | ココア（佐倉綾音） | 「チョコリズムチョコルール」 | テレビアニメ『ご注文はうさぎですか？』関連曲                                         |
| 2015年7月15日  | 乖離性ミリオンアーサー キャラクターソング Vol.2 盗賊アーサー                                                             | 盗賊アーサー（佐倉綾音） | 「STEAL MY BELIEVE」 | ゲーム『乖離性ミリオンアーサー』関連曲                                               |
| 2015年7月22日  | TVアニメ『SHOW BY ROCK!!』OST Plus                                                                                       | プラズマジカ | 「迷宮DESTINY 1st,session ver.」 「流星ドリームライン 1st,session ver.」                                                                                      | テレビアニメ『SHOW BY ROCK!!』挿入歌                                                 |
| 2015年8月26日  | SHOW BY ROCK!! BD 第3巻 きゃにめ.jp限定版特典CD                                                                          | モア（佐倉綾音） | 「Have a nice MUSIC!!」 「Joyfulness」 | テレビアニメ『SHOW BY ROCK!!』関連曲                                                 |
| 2015年9月9日   | おかえり | 宮内れんげ（小岩井ことり）、一条蛍（村川梨衣）、越谷夏海（佐倉綾音）、越谷小鞠（阿澄佳奈） | 「おかえり」 | テレビアニメ『のんのんびより りぴーと』エンディングテーマ                            |
| 2015年9月9日   | おかえり | 一条蛍（村川梨衣）、越谷夏海（佐倉綾音） | 「エバーグリーンサマー」 | テレビアニメ『のんのんびより りぴーと』関連曲                                        |
| 2015年9月16日  | SHOW BY ROCK!! BD 第4巻特装限定版 完全新作ソロプロジェクトCD4                                                            | モア（佐倉綾音） | 「Dramatic∞Drumstick」 | テレビアニメ『SHOW BY ROCK!!』関連曲                                                 |
| 2015年9月23日  | のんのんびより りぴーと オリジナルサウンドトラック                                                                       | 宮内れんげ（小岩井ことり）、一条蛍（村川梨衣）、越谷夏海（佐倉綾音）、越谷小鞠（阿澄佳奈） | 「旭丘分校校歌」 | テレビアニメ『のんのんびより りぴーと』関連曲                                        |
| 2015年9月30日  | ニセコイ: BD・DVD第4巻特典CD                                                                                             | 小野寺春（佐倉綾音） | 「merchen ticktack」 | テレビアニメ『ニセコイ:』エンディングテーマ                                          |
| 2015年10月28日 | SHOW BY ROCK!! BD 第5巻 きゃにめ.jp限定版特典CD                                                                          | モア（佐倉綾音） | 「迷宮DESTINY」 「流星ドリームライン」 | テレビアニメ『SHOW BY ROCK!!』関連曲                                                 |
| 2015年10月28日 | パルス | TeamAA | 「パルス」 | テレビアニメ『緋弾のアリアAA』エンディングテーマ                                     |
| 2015年10月28日 | パルス | TeamAA | 「終末のソナタ」 | テレビアニメ『緋弾のアリアAA』関連曲                                                 |
| 2015年11月11日 | ノーポイッ！ | Petit Rabbit's | 「ノーポイッ！」 | テレビアニメ『ご注文はうさぎですか??』オープニングテーマ                             |
| 2015年11月11日 | ノーポイッ！ | Petit Rabbit's | 「なんとなくミライ」 | テレビアニメ『ご注文はうさぎですか??』エンディングテーマ                             |
| 2015年11月11日 | ノーポイッ！ | ココア（佐倉綾音） | 「ノーポイッ！」 | テレビアニメ『ご注文はうさぎですか??』関連曲                                         |
| 2015年11月23日 | テレビアニメ『アクエリオンロゴス』O.S.T.2                                                                                | 月銀舞亜（佐倉綾音） | 「fortification〜最後の砦〜」 | テレビアニメ『アクエリオンロゴス』関連曲                                             |
| 2015年11月25日 | SHOW BY ROCK!! BD ゲーマーズ全巻購入特典CD                                                                               | プラズマジカ | 「ツバサメロディー」 | テレビアニメ『SHOW BY ROCK!!』関連曲                                                 |
| 2015年11月25日 | テレビアニメ『緋弾のアリアAA』キャラクターソング集                                                                       | 間宮あかり（佐倉綾音） | 「始まりの予感」 | テレビアニメ『緋弾のアリアAA』関連曲                                                 |
| 2015年11月25日 | のんのんびより りぴーと BD・DVD第3巻特典CD                                                                               | 越谷夏海（佐倉綾音） | 「ヤルキガナイヤ」 | テレビアニメ『のんのんびより りぴーと』関連曲                                        |
| 2015年12月25日 | ご注文はうさぎですか?? BD・DVD第1巻特典CD                                                                                | Petit Rabbit's | 「にっこりカフェの魔法使い」 | テレビアニメ『ご注文はうさぎですか??』関連曲                                         |
| 2015年12月25日 | 緋弾のアリアAA Bullet.1キャラクターソングCD                                                                              | 間宮あかり（佐倉綾音）、神崎・H・アリア（釘宮理恵） | 「進め、どこまでも行け！」 | テレビアニメ『緋弾のアリアAA』関連曲                                                 |
| 2015年12月26日 | 幻影異聞録♯FE Fortissimo Edition / セット                                                                                | 織部つばさ（水瀬いのり）、弓弦エレオノーラ（佐倉綾音） | 「ドリーム☆キャッチャー」 | ゲーム『幻影異聞録♯FE』関連曲                                                        |
| 2015年12月29日 | やはりこのキャラソンはまちがっている。続                                                                                 | 一色いろは (佐倉綾音) | 「かしこガール」 | テレビアニメ『やはり俺の青春ラブコメはまちがっている。続』関連曲                     |
| 2016年1月6日   | 映画『ガラスの花と壊す世界』主題歌＆挿入歌CD                                                                             | THREE | 「夢の蕾」 | 劇場アニメ『ガラスの花と壊す世界』主題歌                                             |
| 2016年1月6日   | 映画『ガラスの花と壊す世界』主題歌＆挿入歌CD                                                                             | デュアル（種田梨沙）、ドロシー（佐倉綾音） | 「オシエテ」 | 劇場アニメ『ガラスの花と壊す世界』挿入歌                                             |
| 2016年2月17日  | 映画『ガラスの花と壊す世界』                                                                                             | ドロシー（佐倉綾音） | 「Hello!」 | 劇場アニメ『ガラスの花と壊す世界』関連曲                                             |
| 2016年2月24日  | のんのんびより りぴーとBD・DVD第6巻特典CD                                                                                | 越谷夏海（佐倉綾音）、越谷小鞠（阿澄佳奈）、富士宮このみ（新谷良子） | 「となりっこいなかっこ」 | テレビアニメ『のんのんびより りぴーと』関連曲                                        |
| 2016年2月24日  | 劇場版デート・ア・ライブ 万由里ジャッジメント キャラソン・アルバム“Music Judgement”                                      | 園神凜緒（佐倉綾音） | 「Not Forget」 | 劇場アニメ『劇場版デート・ア・ライブ 万由里ジャッジメント』関連曲                    |
| 2016年3月9日   | ご注文はうさぎですか?? BD・DVD第3巻特典CD                                                                                | ココア（佐倉綾音）、モカ（茅野愛衣） | 「Sister or Sister?」 | テレビアニメ『ご注文はうさぎですか??』関連曲                                         |
| 2016年3月30日  | うたわれるもの 偽りの仮面 オリジナルサウンドトラック                                                                     | ウルゥル・サラァナ（佐倉綾音） | 「双星-フタツボシ-」 | テレビアニメ『うたわれるもの 偽りの仮面』関連曲                                      |
| 2016年4月27日  | STAR☆T | Sirius | 「Believe in Stars」 | ゲーム『バトルガール ハイスクール』関連曲                                            |
| 2016年5月18日  | 青春はOn-Going! | プラズマジカ | 「青春はOn-Going!」 「ラブリー☆チューニング」 | テレビアニメ『SHOW BY ROCK!!』関連曲                                                 |
| 2016年6月3日   | ご注文はうさぎですか?? BD・DVD第6巻特典CD「Rabbit House Tea Party 2016」イベントソング                                   | ココア（佐倉綾音）、チノ（水瀬いのり）、リゼ（種田梨沙）、千夜（佐藤聡美）、シャロ（内田真礼）、マヤ（徳井青空）、メグ（村川梨衣） | 「本日は誠にラリルレイン」 | テレビアニメ『ご注文はうさぎですか??』関連曲                                         |
| 2016年8月12日  | プラズマジカル☆ミュージカル                                                                                              | プラズマジカ | 「プラズマジカル☆ミュージカル」 | テレビアニメ『SHOW BY ROCK!!』関連曲                                                 |
| 2016年8月24日  | ドレミファPARTY | プラズマジカ | 「ドレミファPARTY」 | テレビアニメ『SHOW BY ROCK!! しょ〜と!!』主題歌                                      |
| 2016年8月24日  | ドレミファPARTY | プラズマジカ | 「Are You Studying?」 | テレビアニメ『SHOW BY ROCK!! しょ〜と!!』関連曲                                      |
| 2016年8月24日  | 「バトルガール ハイスクール」キャラクターボーカルシリーズ 01 Pop☆Girls!／Unlock                                          | Princess | 「Pop☆Girls！」 | ゲーム『バトルガール ハイスクール』関連曲                                            |
| 2016年8月27日  | ご注文はうさぎですか?? キャラクターソングシリーズ01 ココア                                                               | ココア（佐倉綾音） | 「きらきら印を見つけたら」 「ショコラティーヌ de 3時」 「WELCOME【う・さ！】」                                                                                | テレビアニメ『ご注文はうさぎですか??』関連曲                                         |
| 2016年9月21日  | SHOW BY ROCK!! BEST Vol.2                                                                                                | プラズマジカ［モア（佐倉綾音）］ | 「Regret Breaker」 | ゲーム『SHOW BY ROCK!!』関連曲                                                       |
| 2016年10月5日  | My Song is YOU !! | プラズマジカ | 「My Song is YOU !!」 | テレビアニメ『SHOW BY ROCK!!#』エンディングテーマ                                    |
| 2016年10月5日  | My Song is YOU !! | プラズマジカ | 「Hazy Twinkle」 | テレビアニメ『SHOW BY ROCK!!#』関連曲                                                |
| 2016年10月12日 | ハートをRock!! | プラズマジカ | 「ハートをRock!!」 | テレビアニメ『SHOW BY ROCK!!#』オープニングテーマ                                    |
| 2016年10月12日 | ハートをRock!! | プラズマジカ | 「確かめたくて」 | テレビアニメ『SHOW BY ROCK!!#』関連曲                                                |
| 2016年10月26日 | ご注文はうさぎですか?? キャラクターソングシリーズ 全巻購入特典CD                                                         | ココア（佐倉綾音）、チノ（水瀬いのり）、リゼ（種田梨沙）、千夜（佐藤聡美）、シャロ（内田真礼）、マヤ（徳井青空）、メグ（村川梨衣）、青山ブルーマウンテン（早見沙織）、モカ（茅野愛衣） | 「WELCOME【う・さ！】」 | テレビアニメ『ご注文はうさぎですか??』関連曲                                         |
| 2016年11月9日  | TVアニメ『SHOW BY ROCK!!#』CD 前半4タイトル購入特典CD                                                                    | モア（佐倉綾音） | 「青春はOn-Going!」 「ラブリー☆チューニング」 | テレビアニメ『SHOW BY ROCK!!#』関連曲                                                |
| 2016年11月23日 | Musica Magica | スノーホワイト（東山奈央）、ラ・ピュセル（佐倉綾音） | 「ユメトユメ」 | テレビアニメ『魔法少女育成計画』関連曲                                               |
| 2016年11月30日 | プラズマism / 絆エターナル                                                                                               | プラズマジカ | 「プラズマism」 「絆エターナル」 | テレビアニメ『SHOW BY ROCK!!#』挿入歌                                                |
| 2016年12月28日 | SHOW BY ROCK!!# BD 第1巻 きゃにめ.jp限定版特典CD                                                                         | モア（佐倉綾音） | 「ハートをRock!!」 「確かめたくて」 | テレビアニメ『SHOW BY ROCK!!#』関連曲                                                |
| 2017年1月7日   | ＊＊＊＊ | プラズマジカ | 「＊＊＊＊」 | リアル脱出ゲーム『ぴゅ〜るランド最大の危機からの脱出！』主題歌                       |
| 2017年1月18日  | TVアニメ『SHOW BY ROCK!!』OST Plus 2                                                                                     | プラズマジカ | 「プラズマism（チュチュ ver. TV edit.）」 | テレビアニメ『SHOW BY ROCK!!#』関連曲                                                |
| 2017年1月18日  | TVアニメ『SHOW BY ROCK!!』OST Plus 2                                                                                     | プラズマジカ、シンガンクリムゾンズ［クロウ（谷山紀章）］、トライクロニカ［シュウ☆ゾー（宮野真守）］、クリティクリスタ［ロージア（日高里菜）］、徒然なる操り霧幻庵［ダル太夫（潘めぐみ）］ | 「My Resolution〜未来への絆〜（TV Special edit.）」 | テレビアニメ『SHOW BY ROCK!!#』挿入歌                                                |
| 2017年1月25日  | 瞬間 Happening | 常木耀（佐倉綾音） | 「瞬間 Happening」 「アカネ色に隠して」 | テレビアニメ『セイレン』エンディングテーマ                                           |
| 2017年2月22日  | SHOW BY ROCK!!# BD 第3巻 きゃにめ.jp限定版特典CD                                                                         | モア（佐倉綾音） | 「My Song is YOU!!」 | テレビアニメ『SHOW BY ROCK!!#』関連曲                                                |
| 2017年4月19日  | SHOW BY ROCK!!# BD 第5巻 きゃにめ.jp限定版特典CD                                                                         | モア（佐倉綾音） | 「プラズマism」 「絆エターナル」 | テレビアニメ『SHOW BY ROCK!!#』関連曲                                                |
| 2017年5月17日  | SHOW BY ROCK!!# BD ゲーマーズ全巻購入特典CD                                                                              | プラズマジカ | 「未来サーチライト」 | テレビアニメ『SHOW BY ROCK!!#』関連曲                                                |
| 2017年5月17日  | SHOW BY ROCK!!# BD Amazon.co.jp全巻購入特典CD                                                                            | プラズマジカ | 「Heartful Session」 | テレビアニメ『SHOW BY ROCK!!#』関連曲                                                |
| 2017年7月26日  | ホシノキズナ | 神樹ヶ峰女学園星守クラス | 「ホシノキズナ」 | テレビアニメ『バトルガール ハイスクール』オープニングテーマ                          |
| 2017年8月23日  | TVアニメ「艦隊これくしょん -艦これ-」キャラクターソング “艦娘乃歌” Vol.2                                                 | 長門（佐倉綾音） | 「羅針盤の彼方」 | テレビアニメ『艦隊これくしょん -艦これ-』関連曲                                      |
| 2017年11月11日 | セカイがカフェになっちゃった！                                                                                           | Petit Rabbit's with beans | 「セカイがカフェになっちゃった！」 | OVA『ご注文はうさぎですか?? 〜Dear My Sister〜』主題歌                               |
| 2017年11月11日 | セカイがカフェになっちゃった！                                                                                           | Petit Rabbit's | 「ハピネスアンコール」 | OVA『ご注文はうさぎですか?? 〜Dear My Sister〜』挿入歌                               |
| 2017年11月11日 | セカイがカフェになっちゃった！                                                                                           | ココア（佐倉綾音）、チノ（水瀬いのり） | 「コーヒーカップでエスコート」 | OVA『ご注文はうさぎですか?? 〜Dear My Sister〜』関連曲                               |
| 2017年11月22日 | ご注文はうさぎですか?? 〜Dear My Sister〜 キャラクターソング2                                                            | ココア（佐倉綾音）、チノ（水瀬いのり）、リゼ（種田梨沙） | 「きらめきカフェタイム」 | OVA『ご注文はうさぎですか?? 〜Dear My Sister〜』関連曲                               |
| 2017年11月22日 | ご注文はうさぎですか?? 〜Dear My Sister〜 キャラクターソング2                                                            | ココア（佐倉綾音）、シャロ（内田真礼） | 「ポップコーンはぷにんぐ！」 | OVA『ご注文はうさぎですか?? 〜Dear My Sister〜』関連曲                               |
| 2017年11月22日 | バトルガール ハイスクール BD・DVD第1巻特典CD                                                                             | 若葉昴（佐倉綾音） | 「ホシノキズナ」 「Believe in Stars」 「POP☆Girls!」 「Dear Dreamer」                                                                                         | テレビアニメ『バトルガール ハイスクール』関連曲                                      |
| 2017年12月6日  | ご注文はうさぎですか?? 〜Dear My Sister〜 デュエットソングアルバム                                                       | ココア（佐倉綾音）、千夜（佐藤聡美） | 「のんピースマイペース」 | OVA『ご注文はうさぎですか?? 〜Dear My Sister〜』関連曲                               |
| 2017年12月6日  | ボールルームへようこそ キャラクターソング集                                                                              | 花岡雫（佐倉綾音） | 「Dance with my…」 | テレビアニメ『ボールルームへようこそ』関連曲                                         |
| 2017年12月20日 | メリーラァヴ 〜GRANBLUE FANTASY〜                                                                                        | クラリス（佐倉綾音）、セン（広橋涼）、ファスティバ（稲田徹） | 「メリーラァヴ」 | ゲーム『グランブルーファンタジー』関連曲                                             |
| 2017年12月20日 | メリーラァヴ 〜GRANBLUE FANTASY〜                                                                                        | クラリス（佐倉綾音） | 「メリーラァヴ」 | ゲーム『グランブルーファンタジー』関連曲                                             |
| 2018年3月7日   | 永遠にシンデレラメイト                                                                                                   | ツブ★ドル | 「永遠にシンデレラメイト」 | OVA『ツブ★ドル』関連曲                                                               |
| 2018年5月30日  | りゅうおうのおしごと！ BD第3巻特典CD                                                                                     | 夜叉神天衣（佐倉綾音） | 「Dance on the board!」 | テレビアニメ『りゅうおうのおしごと！』関連曲                                         |
| 2018年5月30日  | りゅうおうのおしごと！ BD第3巻特典CD                                                                                     | JS研、夜叉神天衣（佐倉綾音） | 「JS Hoooooked ON!」 | テレビアニメ『りゅうおうのおしごと！』関連曲                                         |
| 2018年5月30日  | ご注文はうさぎですか?? 〜Dear My Sister〜 BD・DVD特典キャラクターソングCD                                                | Petit Rabbit's | 「セカイがカフェになっちゃった！」 | OVA『ご注文はうさぎですか?? 〜Dear My Sister〜』関連曲                               |
| 2018年5月30日  | ご注文はうさぎですか?? 〜Dear My Sister〜 BD・DVD特典キャラクターソングCD                                                | ココア（佐倉綾音） | 「セカイがカフェになっちゃった！」 | OVA『ご注文はうさぎですか?? 〜Dear My Sister〜』関連曲                               |
| 2018年6月6日   | 明日への扉 | 山田結衣（高橋未奈美）、加瀬友香（佐倉綾音） | 「明日への扉」 | OVA『あさがおと加瀬さん。』主題歌                                                    |
| 2018年6月6日   | あさがおと加瀬さん。 カバーソング&オーディオドラマアルバム                                                               | 山田結衣（高橋未奈美）、加瀬友香（佐倉綾音） | 「小さな恋のうた」 | OVA『あさがおと加瀬さん。』関連曲                                                    |
| 2018年6月6日   | あさがおと加瀬さん。 カバーソング&オーディオドラマアルバム                                                               | 加瀬友香（佐倉綾音） | 「走れ！」 | OVA『あさがおと加瀬さん。』関連曲                                                    |
| 2018年8月15日  | ご注文はうさぎですか??キャラクターソロシリーズ01 ココア                                                                  | ココア（佐倉綾音） | 「COCOATIC BAR」 「パンパカパンのパンのパーティー」 「わーいわーいトライ！」                                                                                  | テレビアニメ『ご注文はうさぎですか??』関連曲                                         |
| 2018年8月22日  | ピコっと！パピっと!!ガルパ☆ピコ!!!                                                                                       | 戸山香澄（愛美）、美竹蘭（佐倉綾音）、丸山彩（前島亜美）、湊友希那（相羽あいな）、弦巻こころ（伊藤美来） | 「ピコっと！パピっと!!ガルパ☆ピコ!!!」 | テレビアニメ『BanG Dream! ガルパ☆ピコ』主題歌                                        |
| 2018年8月22日  | ピコっと！パピっと!!ガルパ☆ピコ!!!                                                                                       | 戸山香澄（愛美）、美竹蘭（佐倉綾音）、丸山彩（前島亜美）、湊友希那（相羽あいな）、弦巻こころ（伊藤美来） | 「クインティプル☆すまいる」 | ゲーム『バンドリ！ ガールズバンドパーティ！』関連曲                                  |
| 2018年8月25日  | 劇場版 のんのんびより ばけーしょん オリジナルサウンドトラック                                                            | 宮内れんげ（小岩井ことり）、一条蛍（村川梨衣）、越谷夏海（佐倉綾音）、越谷小鞠（阿澄佳奈） | 「おもいで」 | 劇場アニメ『劇場版 のんのんびより ばけーしょん』エンディングテーマ                   |
| 2018年8月29日  | Doll's Destiny | DOLLS | 「Doll's Destiny」 「勝利への標」 「永遠メモリー」 | ゲーム『プロジェクト東京ドールズ』関連曲                                             |
| 2018年11月21日 | あさがおと加瀬さん。 Blu-ray Flower Edition 封入特典「Special Memorial CD」                                              | 山田結衣（高橋未奈美）、加瀬友香（佐倉綾音） | 「以心電信」 | OVA『あさがおと加瀬さん。』関連曲                                                    |
| 2019年1月30日  | 五等分の気持ち | 中野家の五つ子 | 「五等分の気持ち」 | テレビアニメ『五等分の花嫁』オープニングテーマ                                       |
| 2019年1月30日  | 五等分の気持ち | 中野家の五つ子 | 「ごぶんのいち」 | テレビアニメ『五等分の花嫁』エンディングテーマ                                       |
| 2019年3月6日   | 五等分の花嫁 キャラクターソング・ミニアルバム                                                                            | 中野四葉（佐倉綾音） | 「ハートのカタチ〜四つ葉のClover〜」 | テレビアニメ『五等分の花嫁』関連曲                                                   |
| 2019年4月5日   | ConTrast⇔Trust | 陰影☯雷散 | 「ConTrast⇔Trust」 | 劇場アニメ『劇場版 トリニティセブン -天空図書館と真紅の魔王-』挿入歌                 |
| 2019年4月5日   | ConTrast⇔Trust | 風間レヴィ（佐倉綾音） | 「ConTrast⇔Trust (Shamanic Spell Form)」 | 劇場アニメ『劇場版 トリニティセブン -天空図書館と真紅の魔王-』関連曲                 |
| 2019年4月10日  | ご注文はうさぎですか??バースデイソングシリーズ03 ココア                                                                  | ココア（佐倉綾音） | 「ハピハピ♪バースデイソング」 「Spring Hello!!」 「トラブル!?トラベル!!」                                                                                     | テレビアニメ『ご注文はうさぎですか??』関連曲                                         |
| 2019年4月26日  | グリザイア:ファントムトリガー Vol.6&5.5 特装版特典CD                                                                     | トーカ（佐倉綾音） | 「Clover」 | ゲーム『グリザイア:ファントムトリガー』関連曲                                        |
| 2019年6月19日  | P SHOW BY ROCK!! CD | プラズマジカ | 「NEVER ENDING DREAM」 | パチンコ『P SHOW BY ROCK!!』関連曲                                                   |
| 2019年6月19日  | P SHOW BY ROCK!! CD きゃにめ特典CD                                                                                       | モア（佐倉綾音） | 「NEVER ENDING DREAM」 | パチンコ『P SHOW BY ROCK!!』関連曲                                                   |
| 2019年8月9日   | 五等分の花嫁〜可愛さMax Re-mix〜                                                                                         | 中野家の五つ子 | 「五等分の気持ち（PandaBoY Opening Voice Edit）」 「ごぶんのいち（PandaBoY Tropical House Edit）」 「五等分の気持ち（PandaBoY Five Flowers Dance Edit）」     | テレビアニメ『五等分の花嫁』関連曲                                                   |
| 2019年8月9日   | 五等分の花嫁〜可愛さMax Re-mix〜                                                                                         | 中野四葉（佐倉綾音） | 「ハートのカタチ〜四つ葉のClover〜（colate Slow Dance Edit）」                                                                                                | テレビアニメ『五等分の花嫁』関連曲                                                   |
| 2019年8月21日  | SHOW BY ROCK!! COMPLETE Blu-ray BOX きゃにめ特典CD                                                                       | モア（佐倉綾音） | 「ドレミファPARTY」 | テレビアニメ『SHOW BY ROCK!! しょ〜と!!』関連曲                                      |
| 2019年8月23日  | PHANTASY STAR ONLINE 2 キャラクターソングCD〜Song Festival〜V                                                            | ストラトス（佐倉綾音） | 「ザ・ヒーロー・ストライク!!」 | ゲーム『ファンタシースターオンライン2』関連曲                                        |
| 2019年9月26日  | しんがーそんぐぱやぽやメロディー                                                                                         | Petit Rabbit's with beans | 「しんがーそんぐぱやぽやメロディー」 | OVA『ご注文はうさぎですか?? 〜Sing For You〜』イメージソング                         |
| 2019年9月26日  | しんがーそんぐぱやぽやメロディー                                                                                         | ココア（佐倉綾音） | 「しんがーそんぐぱやぽやメロディー」 | OVA『ご注文はうさぎですか?? 〜Sing For You〜』関連曲                                 |
| 2019年9月26日  | ご注文はうさぎですか?? 〜Sing For You〜 BD・DVD特典 劇中歌ハイレゾ音源収録DVD-ROM                                        | Petit Rabbit's | 「しんがーそんぐぱやぽやメロディー」 | OVA『ご注文はうさぎですか?? 〜Sing For You〜』関連曲                                 |
| 2019年9月26日  | ご注文はうさぎですか?? 〜Sing For You〜 BD・DVD特典 劇中歌ハイレゾ音源収録DVD-ROM                                        | ココア（佐倉綾音） | 「「ラビットハウスへ行こうよ♪」のうた」 | OVA『ご注文はうさぎですか?? 〜Sing For You〜』挿入歌                                 |
| 2019年10月23日 | 余白のほんね | 環いろは（麻倉もも）、七海やちよ（雨宮天）、由比鶴乃（夏川椎菜）、深月フェリシア（佐倉綾音）、二葉さな（小倉唯） | 「ホームメイド」 | ゲーム『マギアレコード 魔法少女まどか☆マギカ外伝』関連曲                             |
| 2019年12月4日  | ご注文はうさぎですか??バースデイソングシリーズ 全巻購入特典CD                                                            | ココア（佐倉綾音）、チノ（水瀬いのり）、リゼ（種田梨沙）、千夜（佐藤聡美）、シャロ（内田真礼）、マヤ（徳井青空）、メグ（村川梨衣）、青山ブルーマウンテン（早見沙織）、モカ（茅野愛衣） | 「ハピハピ♪バースデイソング」 | テレビアニメ『ご注文はうさぎですか??』関連曲                                         |
| 2019年12月12日 | 新サクラ大戦 初回限定版特典CD「歴代歌謡集」                                                                              | 天宮さくら（佐倉綾音）、東雲初穂（内田真礼）、望月あざみ（山村響）、アナスタシア・パルマ（福原綾香）、クラリス（早見沙織） | 「檄！帝国華撃団〈新章〉」 | ゲーム『新サクラ大戦』オープニングテーマ                                             |
| 2019年12月12日 | 新サクラ大戦 初回限定版特典CD「歴代歌謡集」                                                                              | 天宮さくら（佐倉綾音）、東雲初穂（内田真礼）、望月あざみ（山村響）、アナスタシア・パルマ（福原綾香）、クラリス（早見沙織） | 「奇跡の鐘（太正二十九年版）」 | ゲーム『新サクラ大戦』挿入歌                                                         |
| 2019年12月12日 | 新サクラ大戦 初回限定版特典CD「歴代歌謡集」                                                                              | 天宮さくら（佐倉綾音）、東雲初穂（内田真礼）、望月あざみ（山村響）、アナスタシア・パルマ（福原綾香）、クラリス（早見沙織）、ホワン・ユイ（上坂すみれ）、ランスロット（沼倉愛美）、エリス（水樹奈々）                                                                                                | 「新たなる」 | ゲーム『新サクラ大戦』エンディングテーマ                                             |
| 2019年12月12日 | 新サクラ大戦 初回限定版特典CD「歴代歌謡集」                                                                              | 天宮さくら（佐倉綾音） | 「乙女なんですよ」 | ゲーム『新サクラ大戦』関連曲                                                         |
| 2019年12月18日 | SHOW BY ROCK!! BEST Vol.3                                                                                                | プラズマジカ | 「Future Girls」 | ゲーム『SHOW BY ROCK!!』関連曲                                                       |
| 2019年12月18日 | SHOW BY ROCK!! BEST Vol.3                                                                                                | プラズマジカ［モア（佐倉綾音）］ | 「未完成Tripper」 | ゲーム『SHOW BY ROCK!!』関連曲                                                       |
| 2019年12月25日 | プリンセスコネクト！Re:Dive PRICONNE CHARACTER SONG 12                                                                   | ユニ（小原好美）、チエル（佐倉綾音）、クロエ（種﨑敦美） | 「なかよしセンセーション」 | ゲーム『プリンセスコネクト！Re:Dive』挿入歌                                          |
| 2020年2月12日  | TVアニメーション『アズールレーン』バディキャラクターソングシングル Vol.1 プリンツ・オイゲン & プリンス・オブ・ウェールズ | プリンツ・オイゲン（佐倉綾音）、プリンス・オブ・ウェールズ（橋本ちなみ） | 「Dance In The Naval Engagement 〜運命の舞踏海〜」 「悠久のカタルシス」                                                                                       | テレビアニメ『アズールレーン』関連曲                                                 |
| 2020年3月4日   | これからも五等分 | 中野家の五つ子 | 「これからも五等分」 | テレビアニメ『五等分の花嫁』関連曲                                                   |
| 2020年3月30日  | DOLLS Songs & Sounds 01                                                                                                  | DOLLS | 「言の葉シンフォニー」 「はじまりのハーモニー」 | ゲーム『プロジェクト東京ドールズ』関連曲                                             |
| 2020年3月30日  | DOLLS Songs & Sounds 01                                                                                                  | DOLLS | 「追い風Brave motion!!」 「ヒカリ」 「It'sOK!!」 「SmileAgain」 「クリスマスマーチ」                                                                          | ゲーム『プロジェクト東京ドールズ』関連曲                                             |
| 2020年3月30日  | DOLLS Songs & Sounds 01                                                                                                  | DOLLS | 「言の葉シンフォニー（Live Ver.）」 | ゲーム『プロジェクト東京ドールズ』関連曲                                             |
| 2020年4月22日  | ご注文はうさぎですか??Selection of April Fools' Day                                                                      | Happine | 「らびっとビビっとShow Time*」 | テレビアニメ『ご注文はうさぎですか??』関連曲                                         |
| 2020年4月22日  | ご注文はうさぎですか??Selection of April Fools' Day                                                                      | CLOCKWORK RABBITS | 「ピポパポPeople!」 | テレビアニメ『ご注文はうさぎですか??』関連曲                                         |
| 2020年5月27日  | 桜夢見し | 帝国歌劇団・花組、エリス（水樹奈々）、ランスロット（沼倉愛美）、ホワン・ユイ（上坂すみれ） | 「桜夢見し」 | テレビアニメ『新サクラ大戦 the Animation』エンディングテーマ                         |
| 2020年5月27日  | 桜夢見し | 帝国歌劇団・花組 | 「桜夢見し」 | テレビアニメ『新サクラ大戦 the Animation』エンディングテーマ                         |
| 2020年6月24日  | プリンセスコネクト！Re:Dive PRICONNE CHARACTER SONG 16                                                                   | チエル（佐倉綾音）、クロエ（種﨑敦美）、ユニ（小原好美） | 「青春スピナー」 | ゲーム『プリンセスコネクト！Re:Dive』挿入歌                                          |
| 2020年6月24日  | プリンセスコネクト！Re:Dive PRICONNE CHARACTER SONG 16                                                                   | チエル（佐倉綾音） | 「青春スピナー」 | ゲーム『プリンセスコネクト！Re:Dive』挿入歌                                          |
| 2020年8月12日  | 大盛り一丁！ガルパ☆ピコ                                                                                                  | 戸山香澄（愛美）、美竹蘭（佐倉綾音）、丸山彩（前島亜美）、湊友希那（相羽あいな）、弦巻こころ（伊藤美来） | 「大盛り一丁！ガルパ☆ピコ」 | テレビアニメ『BanG Dream! ガルパ☆ピコ 〜大盛り〜』主題歌                             |
| 2020年8月12日  | 大盛り一丁！ガルパ☆ピコ                                                                                                  | 戸山香澄（愛美）、美竹蘭（佐倉綾音）、丸山彩（前島亜美）、湊友希那（相羽あいな）、弦巻こころ（伊藤美来） | 「TWiNKLE CiRCLE」 | ゲーム『バンドリ！ ガールズバンドパーティ！』関連曲                                  |
| 2020年9月19日  | Blend of Letters | ココア（佐倉綾音） | 「わくわく魔法のチカラ」 | テレビアニメ『ご注文はうさぎですか？』関連曲                                         |
| 2020年10月28日 | 天空カフェテリア | Petit Rabbit's | 「天空カフェテリア」 | テレビアニメ『ご注文はうさぎですか? BLOOM』オープニングテーマ                        |
| 2020年10月28日 | 天空カフェテリア | Petit Rabbit's | 「ユメ＜ウツツ→ハッピータイム」 | テレビアニメ『ご注文はうさぎですか？ BLOOM』エンディングテーマ                       |
| 2020年10月28日 | 天空カフェテリア | ココア（佐倉綾音） | 「天空カフェテリア」 | テレビアニメ『ご注文はうさぎですか？ BLOOM』関連曲                                   |
| 2020年11月11日 | 新サクラ大戦 the Animation オリジナルサウンドトラック                                                                    | 天宮さくら（佐倉綾音）、アナスタシア・パルマ（福原綾香） | 「凍てつく魂」 | テレビアニメ『新サクラ大戦 the Animation』挿入歌                                     |
| 2020年11月11日 | 新サクラ大戦 the Animation オリジナルサウンドトラック                                                                    | 帝国歌劇団・花組 | 「スタァ誕生」 | テレビアニメ『新サクラ大戦 the Animation』挿入歌                                     |
| 2020年11月11日 | 新サクラ大戦 the Animation オリジナルサウンドトラック                                                                    | 帝国歌劇団・花組 with クラーラ（和多田美咲） | 「スタァ誕生」 | テレビアニメ『新サクラ大戦 the Animation』エンディングテーマ                         |
| 2020年11月11日 | 新サクラ大戦 the Animation オリジナルサウンドトラック                                                                    | 帝国歌劇団・花組 | 「スタァ誕生（別バージョン）」 | テレビアニメ『新サクラ大戦 the Animation』関連曲                                     |
| 2020年11月11日 | ご注文はうさぎですか？ リアレンジ&カバーアルバム                                                                         | Petit Rabbit's | 「宝箱のジェットコースター（リアレンジ）」 「にっこりカフェの魔法使い（リアレンジ）」 「一匙のお姫さま物語（リアレンジ）」 「なんとなくミライ（リアレンジ）」 | テレビアニメ『ご注文はうさぎですか？』関連曲                                         |
| 2020年11月11日 | ご注文はうさぎですか？ リアレンジ&カバーアルバム                                                                         | ココア（佐倉綾音）、チノ（水瀬いのり）、リゼ（種田梨沙）、千夜（佐藤聡美）、シャロ（内田真礼）、マヤ（徳井青空）、メグ（村川梨衣） | 「本日は誠にラリルレイン（リアレンジ）」 | テレビアニメ『ご注文はうさぎですか？』関連曲                                         |
| 2020年11月11日 | ご注文はうさぎですか？ リアレンジ&カバーアルバム                                                                         | ココア（佐倉綾音）、チノ（水瀬いのり） | 「Eを探す日常」 | テレビアニメ『ご注文はうさぎですか？』関連曲                                         |
| 2020年11月11日 | ご注文はうさぎですか？ リアレンジ&カバーアルバム                                                                         | ココア（佐倉綾音）、リゼ（種田梨沙）、シャロ（内田真礼） | 「CANDY COLOR DAYS」 | テレビアニメ『ご注文はうさぎですか？』関連曲                                         |
| 2020年11月11日 | ご注文はうさぎですか？ リアレンジ&カバーアルバム                                                                         | ココア（佐倉綾音）、千夜（佐藤聡美）、シャロ（内田真礼） | 「てくてくマーチングマーチ」 | テレビアニメ『ご注文はうさぎですか？』関連曲                                         |
| 2020年11月25日 | Beautiful World/HYBRID                                                                                                   | Ray | 「Beautiful World」 | テレビアニメ『Lapis Re:LiGHTs』関連曲                                                |
| 2020年11月25日 | Beautiful World/HYBRID                                                                                                   | Ray | 「HYBRID」 | テレビアニメ『Lapis Re:LiGHTs』挿入歌                                                |
| 2020年11月25日 | KanColle Memorial Compilation                                                                                            | 島風（佐倉綾音） | 「奔りだす風」 | ゲーム『艦隊これくしょん -艦これ-』関連曲                                            |
| 2020年11月27日 | やはりこのキャラソンはまちがっている。完                                                                                 | 一色いろは（佐倉綾音） | 「今という未来へ」 | テレビアニメ『やはり俺の青春ラブコメはまちがっている。完』関連曲                     |
| 2020年12月25日 | ご注文はうさぎですか？ BLOOM BD・DVD第1巻特典CD                                                                          | 怪盗ラパン（内田真礼）、ココア（佐倉綾音） | 「魅惑のダイヤモンドティーカップ事件」 | テレビアニメ『ご注文はうさぎですか？ BLOOM』関連曲                                   |
| 2021年1月20日  | ドレミファSTARS!!/星空ライトストーリー                                                                                   | プラズマジカ、Mashumairesh! | 「ドレミファSTARS!!」 | テレビアニメ『SHOW BY ROCK!! STARS!!』オープニングテーマ                             |
| 2021年2月17日  | TVアニメ「SHOW BY ROCK!!STARS!!」挿入歌ミニアルバム Vol.1                                                                | プラズマジカ | 「Do!It!Happy大冒険！」 | テレビアニメ『SHOW BY ROCK!! STARS!!』挿入歌                                         |
| 2021年2月17日  | 五等分のカタチ/はつこい                                                                                                  | 中野家の五つ子 | 「五等分のカタチ」 | テレビアニメ『五等分の花嫁∬』オープニングテーマ                                      |
| 2021年2月17日  | 五等分のカタチ/はつこい                                                                                                  | 中野家の五つ子 | 「はつこい」 | テレビアニメ『五等分の花嫁∬』エンディングテーマ                                      |
| 2021年2月24日  | のんのんびよりでいず | 宮内れんげ（小岩井ことり）、一条蛍（村川梨衣）、越谷夏海（佐倉綾音）、越谷小鞠（阿澄佳奈） | 「ただいま」 | テレビアニメ『のんのんびより のんすとっぷ』エンディングテーマ                        |
| 2021年3月3日   | 五等分の花嫁∬ キャラクターソング・ミニアルバム                                                                           | 中野四葉（佐倉綾音） | 「内緒の恋 〜Love Four U〜」 | テレビアニメ『五等分の花嫁∬』関連曲                                                  |
| 2021年3月17日  | SHOW BY ROCK!! STARS!! BD第1巻 きゃにめ特典CD                                                                            | プラズマジカ | 「ドレミファSTARS!!」 | テレビアニメ『SHOW BY ROCK!! STARS!!』関連曲                                         |
| 2021年3月24日  | みなみかぜ/サマーデイズ                                                                                                  | 中野家の五つ子 | 「みなみかぜ」 | ゲーム『五等分の花嫁∬ 〜夏の思い出も五等分〜』オープニングテーマ                     |
| 2021年3月24日  | みなみかぜ/サマーデイズ                                                                                                  | 中野家の五つ子 | 「サマーデイズ」 | ゲーム『五等分の花嫁∬ 〜夏の思い出も五等分〜』エンディングテーマ                     |
| 2021年3月      | 予感のぴんぽん聞こえたら                                                                                                 | Petit Rabbit's | 「予感のぴんぽん聞こえたら」 | テレビアニメ『ご注文はうさぎですか？ BLOOM』関連曲                                   |
| 2021年4月7日   | TVアニメ「SHOW BY ROCK!!STARS!!」挿入歌ミニアルバム Vol.2                                                                | プラズマジカ、Mashumairesh! | 「ランナーズハイ!!」 | テレビアニメ『SHOW BY ROCK!! STARS!!』挿入歌                                         |
| 2021年4月21日  | SHOW BY ROCK!! BEST Vol.4                                                                                                | プラズマジカ | 「未来ウォンテッド」 | ゲーム『SHOW BY ROCK!! Fes A Live』関連曲                                            |
| 2021年4月28日  | 戦略的で予測不能なラブコメディのエンディング曲                                                                           | 志田黒羽（水瀬いのり）、可知白草（佐倉綾音） | 「戦略的で予測不能なラブコメディのエンディング曲」 | テレビアニメ『幼なじみが絶対に負けないラブコメ』エンディングテーマ                   |
| 2021年4月28日  | 戦略的で予測不能なラブコメディのエンディング曲                                                                           | 志田黒羽（水瀬いのり）、可知白草（佐倉綾音） | 「Baby Monster」 | テレビアニメ『幼なじみが絶対に負けないラブコメ』関連曲                               |
| 2021年4月28日  | のんのんびより のんすとっぷ BD・DVD第2巻特典CD                                                                           | 宮内れんげ（小岩井ことり）、越谷夏海（佐倉綾音） | 「さいきょうのあそび」 | テレビアニメ『のんのんびより のんすとっぷ』関連曲                                    |
| 2021年5月19日  | SHOW BY ROCK!! STARS!! BD第2巻 きゃにめ特典CD                                                                            | モア（佐倉綾音） | 「Do!It!Happy大冒険！」 | テレビアニメ『SHOW BY ROCK!! STARS!!』関連曲                                         |
| 2021年5月22日  | プリンセスコネクト！Re:Dive PRICONNE CHARACTER SONG 21                                                                   | チエル（佐倉綾音）、クロエ（種﨑敦美）、ユニ（小原好美） | 「無敵ドリーミング」 | ゲーム『プリンセスコネクト！Re:Dive』挿入歌                                          |
| 2021年5月22日  | プリンセスコネクト！Re:Dive PRICONNE CHARACTER SONG 21                                                                   | チエル（佐倉綾音） | 「無敵ドリーミング」 | ゲーム『プリンセスコネクト！Re:Dive』挿入歌                                          |
| 2021年6月2日   | Fate/Grand Carnival 1st Season 完全生産限定版特典CD                                                                      | マシュ・キリエライト（高橋李依）、ニトクリス（田中美海）、エリザベート・バートリー（大久保瑠美）、酒呑童子（悠木碧）、茨木童子（東山奈央）、女王メイヴ（佐倉綾音）、アタランテ（早見沙織）、謎のヒロインX（川澄綾子）、イシュタル（植田佳奈）、ネロ・クラウディウス（丹下桜）、シトナイ（門脇舞以） | 「すーぱー☆あふぇくしょん」 | OVA『Fate/Grand Carnival』テーマソング                                               |
| 2021年7月21日  | SHOW BY ROCK!! STARS!! BD第4巻 きゃにめ特典CD                                                                            | プラズマジカ | 「ランナーズハイ!!」 | テレビアニメ『SHOW BY ROCK!! STARS!!』関連曲                                         |
| 2021年7月29日  | ああ人生に涙あり | 巴（佐倉綾音）、澪（鬼頭明里） | 「ああ人生に涙あり」 | テレビアニメ『月が導く異世界道中』エンディングテーマ                                 |
| 2021年9月14日  | 魔法使いと黒猫のウィズ 8th Anniversary Original Soundtrack                                                               | 鶴音リレイ（野口瑠璃子）、ルミスフィレス（佐倉綾音） | 「Fairy Yell」 | ゲーム『クイズRPG 魔法使いと黒猫のウィズ』関連曲                                     |
| 2021年9月29日  | 幼なじみが絶対に負けないラブコメ BD第3巻特典CD                                                                           | 志田黒羽（水瀬いのり）、可知白草（佐倉綾音）、桃坂真理愛（大西沙織） | 「パラダイスSOS」 | テレビアニメ『幼なじみが絶対に負けないラブコメ』挿入歌                               |
| 2021年10月8日  | ピコたるもの、ふぃーばー！                                                                                               | 戸山香澄（愛美）、美竹蘭（佐倉綾音）、丸山彩（前島亜美）、湊友希那（相羽あいな）、弦巻こころ（伊藤美来）、倉田ましろ（進藤あまね）、レイヤ（Raychell） | 「ピコたるもの、ふぃーばー！」 | テレビアニメ『BanG Dream! ガルパ☆ピコ ふぃーばー！』エンディングテーマ               |
| 2021年11月11日 | ご注文はうさぎですか？ 10thAnniversary主題歌リアレンジ&ハイレゾベスト                                                    | Petit Rabbit's | 「Daydream café〜Re arranged〜」 「ノーポイッ！〜Re arranged〜」 「天空カフェテリア〜Re arranged〜」                                                          | 『ご注文はうさぎですか？』関連曲                                                     |
| 2021年11月18日 | ボクらの音色 | プラズマジカ | 「ボクらの音色」 | ゲーム『SHOW BY ROCK!! Fes A Live』関連曲                                            |
| 2021年12月22日 | DOLLS Songs & Sounds 02                                                                                                  | DOLLS | 「Starry heart Starry love」 「AnotherDreamer」 「Precious day」                                                                                              | ゲーム『プロジェクト東京ドールズ』関連曲                                             |
| 2021年12月22日 | DOLLS Songs & Sounds 02                                                                                                  | DOLLS team B | 「サンダーライン」 | ゲーム『プロジェクト東京ドールズ』関連曲                                             |
| 2021年12月22日 | DOLLS Songs & Sounds 02                                                                                                  | DOLLS、NumberS | 「Pray Breath」 「感情を超えて」 「感情を超えて (E3 Ver.)」                                                                                                   | ゲーム『プロジェクト東京ドールズ』関連曲                                             |
| 2022年2月23日  | 劇場版 DEEMO サクラノオト -あなたの奏でた音が、今も響く- オリジナルサウンドトラック                                      | サニア（鬼頭明里）、ロザリア（佐倉綾音） | 「春の空へと」 | 劇場版『DEEMO サクラノオト -あなたの奏でた音が、今も響く-』挿入歌                    |
| 2022年4月6日   | SHOW BY ROCK!! BEST Selection!!                                                                                          | プラズマジカ | 「SNOW LETTER」 | テレビアニメ『SHOW BY ROCK!!』関連曲                                                 |
| 2022年5月25日  | 五等分の軌跡 | 中野家の五つ子 | 「五等分の軌跡」 「五等分の花嫁〜ありがとうの花〜」 | 劇場アニメ『映画 五等分の花嫁』テーマソング                                          |
| 2022年5月25日  | 五等分の軌跡 | 中野家の五つ子 | 「君の笑顔見たいから」 | ゲーム『映画「五等分の花嫁」 〜君と過ごした五つの思い出〜』テーマソング              |
| 2022年10月28日 | ヒロインたるもの！〜嫌われヒロインと内緒のお仕事〜 BD / DVD 第4巻完全生産限定版特典特典CD                                | HoneyWorks feat. 涼海ひより（水瀬いのり）、服部樹里（佐倉綾音）、中村千鶴（早見沙織） | 「ヒロイン育成計画」 | テレビアニメ『ヒロインたるもの！〜嫌われヒロインと内緒のお仕事〜』エンディングテーマ |
| 2022年11月16日 | Do It Yourself!! ‐どぅー・いっと・ゆあせるふ‐ Theme Songs                                                                | 潟女DIY部! | 「どきどきアイデアをよろしく！」 | テレビアニメ『Do It Yourself!! -どぅー・いっと・ゆあせるふ-』オープニングテーマ      |
| 2022年11月25日 | フレッジ | 環いろは（麻倉もも）、七海やちよ（雨宮天）、由比鶴乃（夏川椎菜）、深月フェリシア（佐倉綾音）、二葉さな（小倉唯）、環うい（石見舞菜香） | 「フレッジ」 | ゲーム『マギアレコード 魔法少女まどか☆マギカ外伝』第2部エンディングテーマ            |
| 2022年11月30日 | For 4 Forever | リッカ（田中ちえ美）、千代（村上奈津実）、関根（佐倉綾音）、翼（潘めぐみ） | 「For 4 Forever」 | テレビアニメ『4人はそれぞれウソをつく』エンディングテーマ                            |
| 2023年3月15日  | ねぇ、好きって痛いよ。 〜告白実行委員会キャラクターソング集〜                                                            | HoneyWorks feat. 涼海ひより（水瀬いのり）、服部樹里（佐倉綾音）、中村千鶴（早見沙織） | 「東京サニーパーティー」 | テレビアニメ『ヒロインたるもの!〜嫌われヒロインと内緒のお仕事〜』エンディングテーマ  |
| 2023年3月15日  | ねぇ、好きって痛いよ。 〜告白実行委員会キャラクターソング集〜                                                            | HoneyWorks feat. 服部樹里（佐倉綾音） | 「可愛いねって言われちゃった」 「うちら、恋人宣言！」 | 『告白実行委員会〜恋愛シリーズ〜』関連曲                                             |
| 2023年3月31日  | 伝えずにはいられないや                                                                                                   | プラズマジカ | 「伝えずにはいられないや」 | 『SHOW BY ROCK!!』関連曲                                                             |
| 2023年4月26日  | TVアニメ「スパイ教室」スペシャルエンディングテーマCD File.02                                                             | サラ（佐倉綾音） | 「SPARKLEscape」 | テレビアニメ『スパイ教室』エンディングテーマ                                         |
| 2023年6月30日  | 劇場版「美少女戦士セーラームーンCosmos」テーマソング・コレクション                                                       | セーラー火球（水樹奈々）、セーラースターファイター（井上麻里奈）、セーラースターメイカー（早見沙織）、セーラースターヒーラー（佐倉綾音） | 「セーラースターソング」 | 劇場アニメ『劇場版 美少女戦士セーラームーンCosmos』後編オープニングテーマ            |
| 2023年6月30日  | 劇場版「美少女戦士セーラームーンCosmos」テーマソング・コレクション                                                       | スリーライツ | 「流れ星へ」 | 劇場アニメ『劇場版 美少女戦士セーラームーンCosmos』挿入歌                            |
| 2023年7月12日  | 五等分の未来 | 中野家の五つ子 | 「五等分の未来」 | テレビアニメ『五等分の花嫁∽』オープニングテーマ                                      |
| 2023年7月12日  | 五等分の未来 | 中野家の五つ子 | 「たからもの」 | テレビアニメ『五等分の花嫁∽エンディングテーマ                                        |
| 2023年7月12日  | 五等分の未来 | 中野家の五つ子 | 「世界中たったひとつ」 | ゲーム『五等分の花嫁 〜彼女と交わす五つの約束〜』テーマソング                        |
| 2023年12月27日 | RVR〜ライジングボルテッカーズラップ〜                                                                                    | リコ（鈴木みのり）、ロイ（寺崎裕香）、フリード（八代拓）、オリオ（佐倉綾音）、マードック（三宅健太）、モリー（真堂圭）、ランドウ（塾一久）、ぐるみん（青山吉能） | 「RVR〜ライジングボルテッカーズラップ〜」 | テレビアニメ『ポケットモンスター (2023)』エンディングテーマ                          |
| 2023年12月27日 | RVR〜ライジングボルテッカーズラップ〜                                                                                    | リコ（鈴木みのり）、ロイ（寺崎裕香）、オリオ（佐倉綾音） | 「RVR〜ライジングボルテッカーズラップ〜 - オリオVer.」 「RVR〜ライジングボルテッカーズラップ〜 - オリオVer. PART2」                                           | テレビアニメ『ポケットモンスター (2023)』エンディングテーマ                          |
| 2024年5月29日  | プリンセスコネクト！Re:Dive PRICONNE CHARACTER SONG 39                                                                   | チエル（佐倉綾音）、クロエ（種﨑敦美）、ユニ（小原好美） | 「妄想サマーハレーション」 | ゲーム『プリンセスコネクト！Re:Dive』挿入歌                                          |
| 2024年5月29日  | プリンセスコネクト！Re:Dive PRICONNE CHARACTER SONG 39                                                                   | チエル（佐倉綾音） | 「妄想サマーハレーション」 | ゲーム『プリンセスコネクト！Re:Dive』関連曲                                          |
| 2024年7月8日   | バーチャル・ショータイム！                                                                                               | 心音淡雪（佐倉綾音）、シュワちゃん（佐倉綾音） | 「バーチャル・ショータイム！」 | テレビアニメ『VTuberなんだが配信切り忘れたら伝説になってた』オープニングテーマ       |
| 2024年7月29日  | ライブスタート | Live-ON CAST | 「ライブスタート」 | テレビアニメ『VTuberなんだが配信切り忘れたら伝説になってた』エンディングテーマ       |
| 2024年9月18日  | TVアニメ「五等分の花嫁」5th Anniversary Best Album                                                                       | 中野家の五つ子 | 「君だったから」 | テレビアニメ『五等分の花嫁』関連曲                                                   |
| 2024年9月18日  | 五等分の笑顔 EP | 中野家の五つ子 | 「五等分の笑顔」 | テレビアニメ『五等分の花嫁*』オープニングテーマ                                      |
| 2024年9月18日  | 五等分の笑顔 EP | 中野家の五つ子 | 「メモリーズ」 | テレビアニメ『五等分の花嫁*』エンディングテーマ                                      |
| 2024年9月18日  | 五等分の笑顔 EP | 中野家の五つ子 | 「輝き出した私たち」 | テレビアニメ『五等分の花嫁*』挿入歌                                                  |
| 2024年11月27日 | VTuberなんだが配信切り忘れたら伝説になってた Blu-ray&DVD Vol.1                                                           | 心音淡雪（佐倉綾音） | 「シャンパンになりきれない私を」 | テレビアニメ『VTuberなんだが配信切り忘れたら伝説になってた』エンディングテーマ       |
| 2024年11月27日 | VTuberなんだが配信切り忘れたら伝説になってた Blu-ray&DVD Vol.1                                                           | 心音淡雪（佐倉綾音）、宇月聖（小林ゆう） | 「男と女のラブゲーム」 | テレビアニメ『VTuberなんだが配信切り忘れたら伝説になってた』エンディングテーマ       |
| 2024年12月25日 | Daydream café | 成宮すず（相川奏多）、兵藤雫（首藤志奈）、赤崎こころ（豊崎愛生）、ココア（佐倉綾音）、チノ（水瀬いのり） | 「Daydream café」 | ゲーム『IDOLY PRIDE』関連曲                                                          |
| 2025年1月19日  | ブルーアーカイブ 青春あんさんぶる Vol.10 「風紀委員会」                                                                  | 風紀委員会 | 「純真レゾンデートル」 | ゲーム『ブルーアーカイブ -Blue Archive-』関連曲                                      |
| 2025年3月26日  | 天久鷹央の推理カルテ 1 Blu-ray&DVD（完全生産限定版）                                                                     | 天久鷹央（佐倉綾音） | 「A・M・E・K・U」 | テレビアニメ『天久鷹央の推理カルテ』関連曲                                           |
| 2025年9月10日  | 明日へ | 中野家の五つ子 | 「明日へ」 | ゲーム『五等分のプリンセス 〜幻想と深淵と魔法学院〜』テーマソング                    |

### その他参加作品
| 発売日        | 商品名                                               | 歌                                               | 楽曲                                             | 備考 |
| ------------- | ---------------------------------------------------- | ------------------------------------------------ | ------------------------------------------------ | ---- |
| 2020年12月9日 | VOICE〜声優たちが歌う松田聖子ソング〜 Female Edition | 佐倉綾音                                         | 「制服」 「薔薇のように咲いて 桜のように散って」 |      |
| 2020年12月9日 | VOICE〜声優たちが歌う松田聖子ソング〜 Female Edition | 豊崎愛生、内田真礼、佐倉綾音、麻倉もも、伊藤美来 | 「赤いスイートピー」                             |      |

## 書籍

### 写真集
- さくらのおと〜佐倉綾音フォトブック〜（2018年1月29日、講談社、撮影：長野博文、桑島智輝）ISBN 978-4-06-511169-7[672]